# França Livre
```
   |-
       |
Erro:
:  
valor não especificado para "
nome_comum
"

   |-
       | 
Erro:
:  
valor não especificado para "
continente
"
```

França Livre (em francês:  France libre) foi uma entidade política que afirmava ser o governo legítimo da França após a dissolução da Terceira República. Liderada pelo General Charles de Gaulle, a França Livre foi estabelecida como um governo no exílio em Londres em junho de 1940 após a Queda da França durante a Segunda Guerra Mundial e lutou contra o Eixo como uma Nação Aliada com suas Forças Francesas Livres (Forces françaises libres). A França Livre também apoiou a resistência na França ocupada pelos nazistas, conhecida como Forças Francesas do Interior, bem como ganhou pontos de apoio estratégicos em diversas colônias francesas na África.
Após a derrota da Terceira República pela Alemanha Nazista, o marechal Philippe Pétain liderou esforços para negociar um armistício e estabeleceu um estado-fantoche alemão conhecido como França de Vichy. Oposto à ideia de um armistício, de Gaulle fugiu para a Grã-Bretanha e de lá transmitiu o Apelo de 18 de junho (Appel du 18 juin) exortando o povo francês a resistir aos nazistas e a juntar-se às Forças Francesas Livres. Em 27 de outubro de 1940, o Conselho de Defesa do Império (Conseil de défense de l'Empire) - mais tarde o Comitê Nacional Francês (Comité national français ou CNF) – foi formado para governar os territórios franceses na África Central, Ásia e Oceania que atenderam ao apelo de 18 de junho.
Inicialmente, com excepção das possessões francesas no Pacífico, na Índia e na África Equatorial, todos os territórios do império colonial francês rejeitaram o apelo de de Gaulle e reafirmaram a sua lealdade ao Marechal Pétain e ao governo de Vichy. Foi apenas progressivamente, muitas vezes com a intervenção militar decisiva dos Aliados, que a França Livre assumiu mais possessões de Vichy, assegurando a maioria das colônias em Novembro de 1942.
Os Franceses Livres lutaram contra as tropas do Eixo e de Vichy e serviram em quase todas as grandes campanhas, do Médio Oriente à Indochina e ao Norte de África. A Marinha Francesa Livre operou como força auxiliar da Marinha Real Britânica e, no Atlântico Norte, da Marinha Real Canadense.  Unidades francesas livres também serviram na Força Aérea Real, na Força Aérea Soviética e no Serviço Aéreo Especial Britânico, antes de comandos maiores serem estabelecidos diretamente sob o controle do governo no exílio. Em 13 de julho de 1942, a "França Livre" foi oficialmente renomeada como França Combatente (France combattante) para marcar a luta contra o Eixo, tanto externamente como dentro da França ocupada.
Do ponto de vista jurídico, o exílio terminou oficialmente após a reconquista do Norte de África, uma vez que permitiu ao governo da França Livre deslocar-se de Londres para Argel.  A partir daí, o Comitê Francês de Libertação Nacional (Comité français de Libération nationale, CFLN) foi formado como o governo provisório de todos os franceses. O governo regressou a Paris após a sua libertação pela 2ª Divisão Francesa Livre Blindada e pelas forças da Resistência em 25 de agosto de 1944, inaugurando o Governo Provisório da República Francesa (Gouvernement provisoire de la République française ou GPRF). O governo provisório governou a França até ao final da guerra e depois até 1946, quando a Quarta República foi estabelecida, encerrando assim a série de regimes provisórios que sucederam à Terceira República após a sua queda em 1940.
Em 1 de agosto de 1943, L'Armée d'Afrique uniu-se formalmente às Forças Francesas Livres para formar o Exército de Libertação Francês. Em meados de 1944, as forças deste exército somavam mais de 400 000 homens e participaram nos desembarques na Normandia e na invasão do sul da França, acabando por liderar a investida em Paris. Logo eles estavam lutando na Alsácia, nos Alpes e na Bretanha. No final da guerra, eles contavam com 1 300 000 homens - o quarto maior exército Aliado na Europa - e participaram do avanço Aliado através da França e da invasão da Alemanha. O governo da França Livre restabeleceu uma república provisória após a libertação, preparando o terreno para a Quarta República em 1946.

## Definição
Historicamente, um indivíduo tornou-se "Francês Livre" ao alistar-se nas unidades militares organizadas pelo CFN ou ao ser contratado pelo braço civil do Comitê. Em 1 de agosto de 1943, após a fusão do CFN e dos representantes do antigo regime de Vichy no Norte de África para formar o CFLN no início de junho, a FFF e o Exército de África (constituindo uma parte importante das forças regulares de Vichy permitidas pelo armistício de 1940) foram fundidos para formar o Exército de Libertação Francês, Armée française de la Libération, e todos os alistamentos subsequentes fizeram parte desta força combinada.
Em muitas fontes, a França Livre descreve qualquer indivíduo ou unidade francesa que lutou contra as forças do Eixo após o armistício de junho de 1940. No pós-guerra, para resolver disputas sobre a herança da França Livre, o governo francês emitiu uma definição oficial do termo. Sob esta "instrução ministerial de julho de 1953" (instruction ministérielle du 29 juillet 1953), apenas aqueles que serviram com os Aliados após o armistício franco-alemão em 1940 e antes de 1 de agosto de 1943 podem ser corretamente chamados de "Franceses Livres".

## História

### Prelúdio

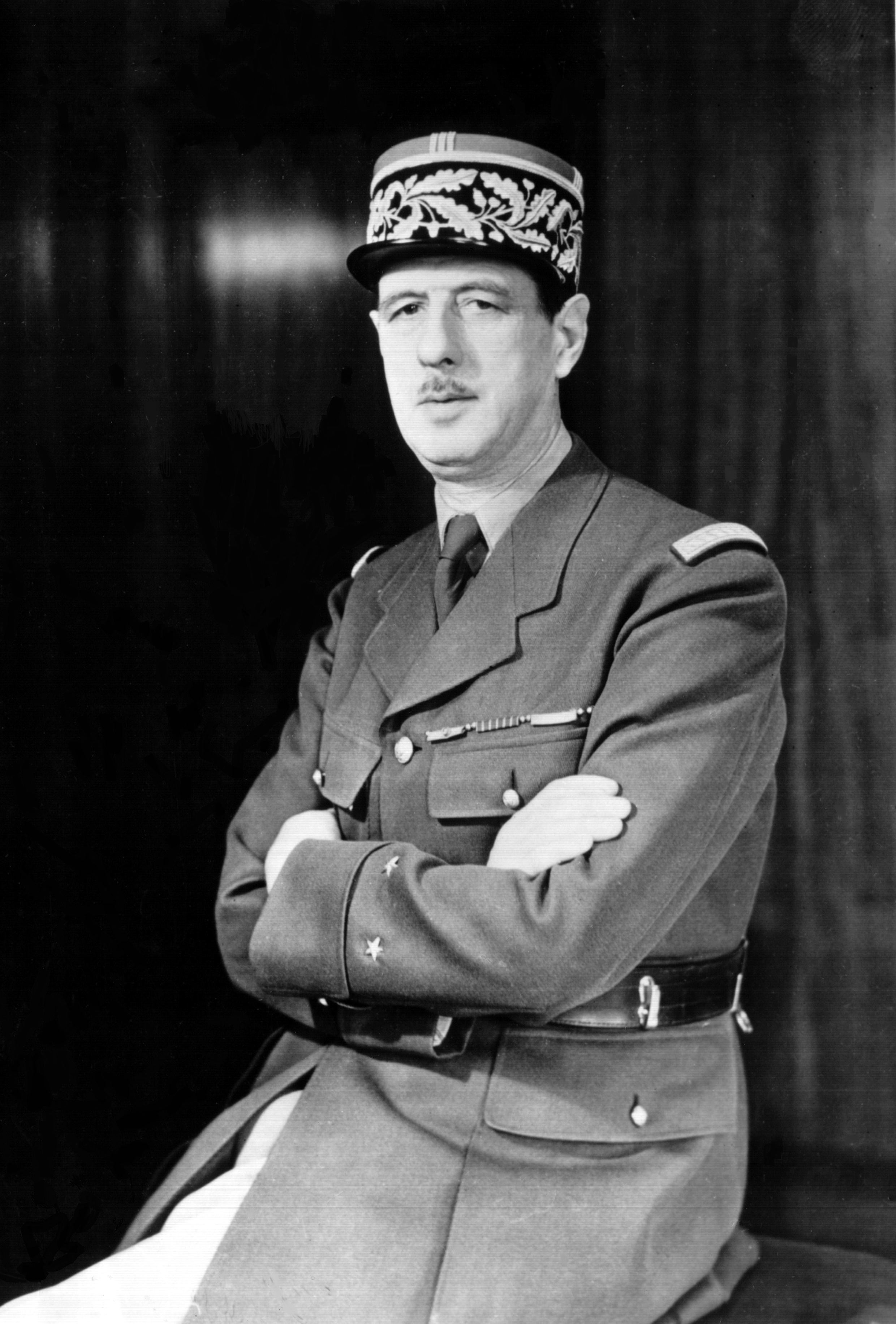
Charles de Gaulle foi comandante de uma divisão blindada e ministro do governo Reynaud durante a Batalha da França.

Em 10 de maio de 1940, a Alemanha Nazista invadiu a França e os Países Baixos, derrotando rapidamente os holandeses e os belgas, enquanto unidades blindadas que atacavam através das Ardenas cortavam a força de ataque franco-britânica na Bélgica. No final de maio, os exércitos britânicos e franceses do norte ficaram presos em uma série de bolsões, incluindo Dunquerque, Calais, Boulogne, Saint-Valery-en-Caux e Lille. A evacuação de Dunquerque só foi possível graças à resistência destas tropas, particularmente das divisões do exército francês em Lille.
De 27 de maio a 4 de junho, mais de 200 000 membros da Força Expedicionária Britânica e 140 mil soldados franceses foram evacuados de Dunquerque. Nenhum dos lados viu isso como o fim da batalha; Os evacuados franceses foram rapidamente devolvidos à França e muitos lutaram nas batalhas de junho. Depois de ser evacuado de Dunquerque, Alan Brooke desembarcou em Cherbourg em 2 de junho para reformar o BEF, juntamente com a 1ª Divisão Canadense, a única formação remanescente totalmente equipada na Grã-Bretanha. Ao contrário do que muitas vezes se supõe, o moral francês foi mais elevado em Junho do que em Maio e eles repeliram facilmente um ataque no sul da Itália Fascista. Uma linha defensiva foi restabelecida ao longo do Somme, mas grande parte da armadura foi perdida no norte da França; eles também foram prejudicados pela escassez de aeronaves, a grande maioria ocorrida quando os campos de aviação foram invadidos, em vez de em combate aéreo.
Em 1º de junho, Charles de Gaulle foi promovido a general de brigada; em 5 de junho, o primeiro-ministro Paul Reynaud nomeou-o subsecretário de Estado da Defesa, um cargo júnior no gabinete francês. De Gaulle era conhecido por sua disposição de desafiar ideias aceitas; em 1912, pediu para ser destacado para o regimento de Pétain, cuja máxima “O poder de fogo mata” contrastava fortemente com a ortodoxia prevalecente. Ele também foi um defensor de longa data das ideias modernas de guerra blindada aplicadas pela Wehrmacht, e comandou a 4ª Divisão Blindada na Batalha de Montcornet. No entanto, ele não era pessoalmente popular; significativamente, nenhum de seus subordinados militares imediatos juntou-se a ele em 1940.
O novo comandante francês Maxime Weygand tinha 73 anos e, como Pétain, era um anglófobo que via Dunquerque como outro exemplo da falta de confiabilidade da Grã-Bretanha como aliada; de Gaulle contou mais tarde que “perdeu as esperanças” quando os alemães renovaram o ataque em 8 de junho e exigiram um armistício imediato. De Gaulle fazia parte de um pequeno grupo de ministros do governo que eram a favor da resistência contínua e Reynaud enviou-o a Londres para negociar a proposta de união entre a França e a Grã-Bretanha. Quando este plano fracassou, ele renunciou em 16 de junho e Pétain tornou-se Presidente do Conselho. De Gaulle voou para Bordéus no dia 17, mas regressou a Londres no mesmo dia quando percebeu que Pétain já tinha acordado um armistício com as Potências do Eixo.

### De Gaulle reúne a França Livre

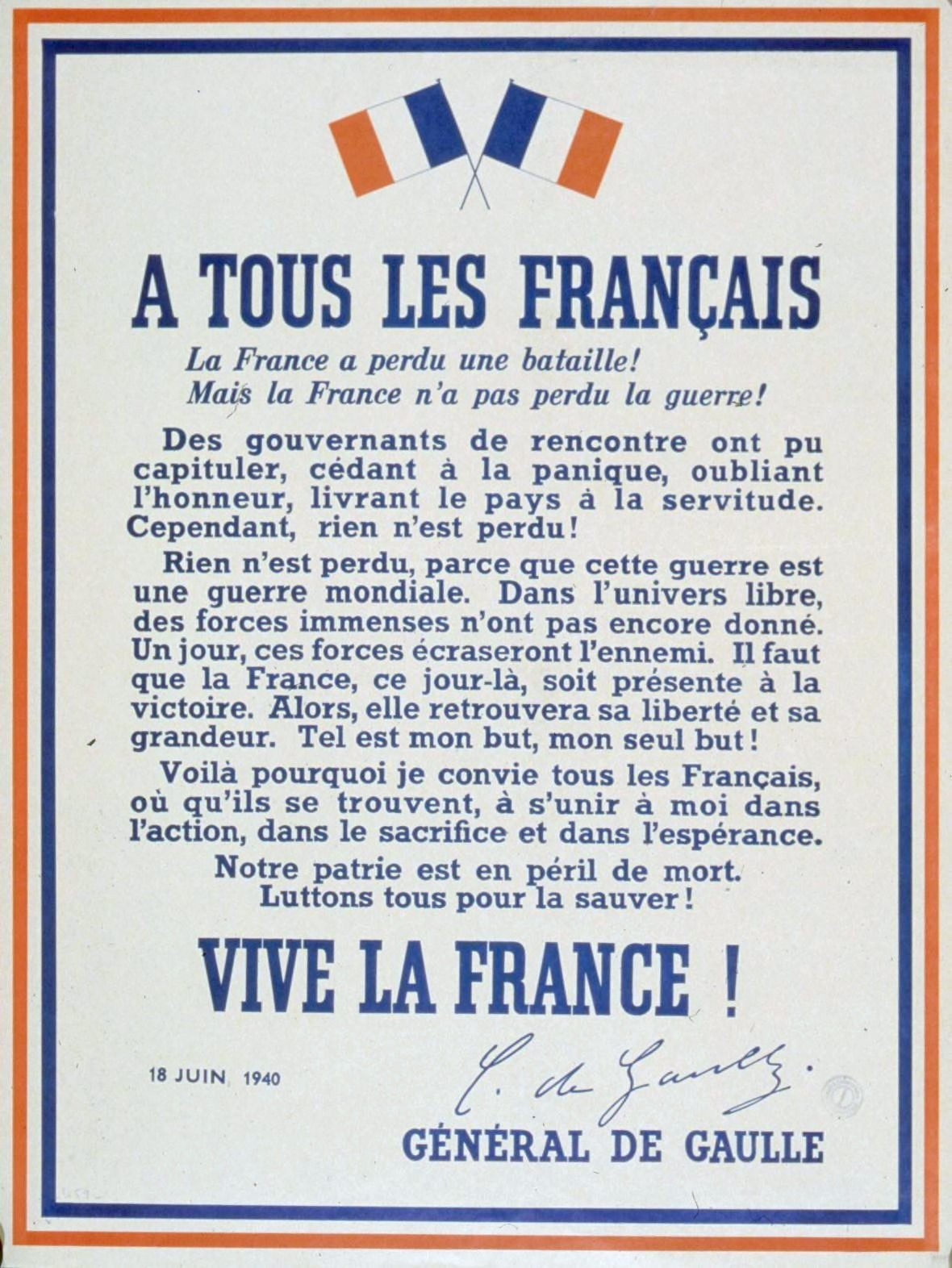
Na França ocupada, durante a guerra, reproduções do apelo de 18 de Junho foram distribuídas através de meios subterrâneos como panfletos e coladas nas paredes como cartazes por apoiantes da Resistência. Esta pode ser uma atividade perigosa.

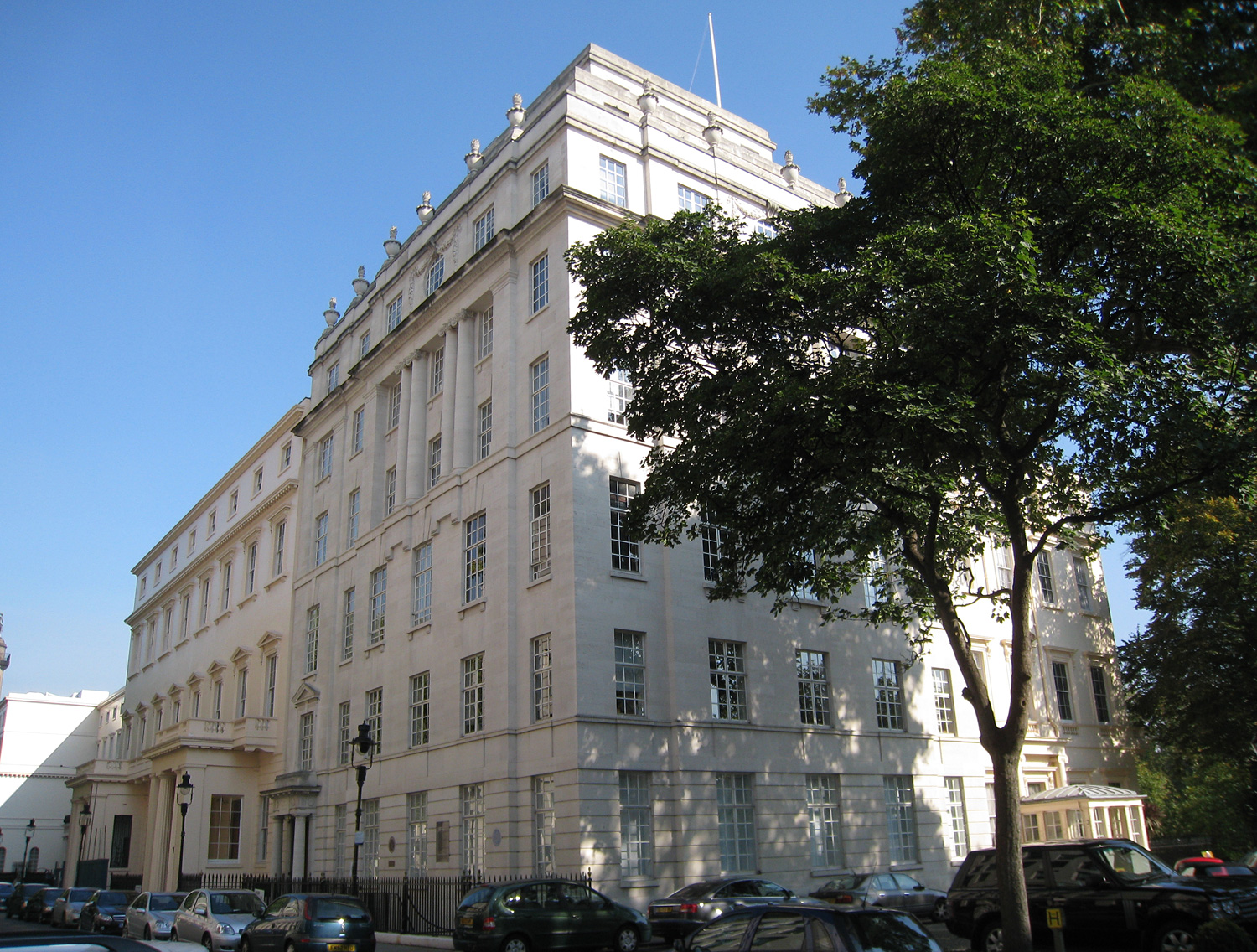
4 Carlton Gardens, Londres. Durante a Segunda Guerra Mundial, o edifício serviu como sede provisória do movimento Resistência Francesa Livre.

Em 18 de junho de 1940, o General de Gaulle falou ao povo francês através da rádio BBC, instando os soldados, marinheiros e aviadores franceses a se juntarem à luta contra os nazistas:
"A França não está sozinha! Ela não está sozinha! Ela tem um grande império por trás dela! Juntamente com o Império Britânico, ela pode formar um bloco que controla os mares e continuar a luta. Ela pode, como a Inglaterra, recorrer ao ilimitado setor industrial recursos dos Estados Unidos".
Alguns membros do Gabinete britânico tinham reservas sobre o discurso de de Gaulle, temendo que tal transmissão pudesse provocar o governo Pétain a entregar a frota francesa aos nazistas,  mas o primeiro-ministro britânico Winston Churchill, apesar das suas próprias preocupações, concordou com a transmissão.
Na França, o "Apelo de 18 de junho" de Gaulle (Appel du 18 juin) não foi amplamente ouvido naquele dia, mas, juntamente com as suas transmissões na BBC  nos dias subsequentes e as suas comunicações posteriores, veio a ser amplamente lembrado em toda a França e no seu império colonial como a voz da honra e da liberdade nacionais.

### Armistício
Em 19 de Junho, de Gaulle transmitiu novamente à nação francesa dizendo que em França, "todas as formas de autoridade tinham desaparecido" e que o seu governo tinha "caído sob a escravidão do inimigo e todas as nossas instituições deixaram de funcionar", que era "o claro dever" de todos os militares franceses continuar lutando.
Isto constituiria a base jurídica essencial do governo de Gaulle no exílio, que o armistício que em breve seria assinado com os nazis não era apenas desonroso, mas também ilegal, e que, ao assiná-lo, o próprio governo francês estaria a cometer traição. Por outro lado, se Vichy era o governo francês legal, como argumentaram alguns como Julian T. Jackson, de Gaulle e os seus seguidores eram revolucionários, ao contrário dos governos holandês, belga e outros governos exilados em Londres. Uma terceira opção poderia ser que nenhum dos dois considerasse que existia um estado sucessor totalmente livre, legítimo, soberano e independente da Terceira República após o Armistício, já que tanto a França Livre quanto a França de Vichy se abstiveram de fazer essa afirmação implícita, evitando cuidadosamente o uso da palavra "república" quando se referem a si mesmos. No caso de Vichy, as razões subjacentes foram agravadas por ideais de uma Révolution nationale erradicando a herança republicana da França.
Em 22 de junho de 1940, o marechal Pétain assinou um armistício com a Alemanha, seguido de outro semelhante com a Itália em 24 de junho; ambos entraram em vigor em 25 de junho. Após uma votação parlamentar em 10 de julho, Pétain tornou-se o líder do regime autoritário recém-estabelecido conhecido como França de Vichy, sendo a cidade de Vichy a sede do governo. De Gaulle foi julgado à revelia em Vichy, França, e condenado à morte por traição. Ele, por outro lado, considerava-se o último membro remanescente do governo legítimo de Reynaud e considerou a tomada do poder por Pétain um golpe de estado inconstitucional.

## Início das Forças da França Livre

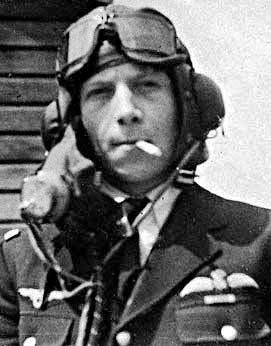
Émile Fayolle, piloto da Força Aérea Francesa Livre, durante a Batalha da Grã-Bretanha.

Apesar do apelo de de Gaulle para continuar a luta, poucas forças francesas inicialmente prometeram o seu apoio. No final de julho de 1940, apenas cerca de 7 000 soldados haviam se juntado ao Exército Francês Livre na Inglaterra. Três quartos dos militares franceses na Grã-Bretanha solicitaram a repatriação.

A França ficou amargamente dividida pelo conflito. Os franceses em todo o mundo foram forçados a escolher um lado e muitas vezes ressentiram-se profundamente daqueles que fizeram uma escolha diferente. Um almirante francês, René-Émile Godfroy, expressou a opinião de muitos daqueles que decidiram não se juntar às forças da França Livre, quando em junho de 1940, explicou aos exasperados britânicos por que não ordenaria que seus navios do porto de Alexandria se juntassem de Gaulle:
“Para nós, franceses, o facto é que ainda existe um governo em França, um governo apoiado por um Parlamento estabelecido em território não ocupado e que, consequentemente, não pode ser considerado irregular ou deposto. este outro governo seria claramente uma rebelião."
Da mesma forma, poucos franceses acreditavam que a Grã-Bretanha pudesse ficar sozinha. Em junho de 1940, Pétain e seus generais disseram a Churchill que "em três semanas, a Inglaterra terá o pescoço torcido como uma galinha". Do vasto império francês, apenas os domínios franceses de Santa Helena (em 23 de junho, por iniciativa de Georges Colin, cônsul honorário dos domínios) e o condomínio franco-britânico governado pelas Novas Hébridas no Pacífico (em 20 de julho) respondeu ao apelo às armas de Gaulle . Só no final de agosto é que a França Livre ganharia um apoio significativo na África Equatorial Francesa.
Ao contrário das tropas em Dunquerque ou das forças navais no mar, relativamente poucos membros da Força Aérea Francesa tiveram meios ou oportunidade de escapar. Como todos os militares presos no continente, estavam funcionalmente sujeitos ao governo de Pétain: "As autoridades francesas deixaram claro que aqueles que agissem por sua própria iniciativa seriam classificados como desertores, e foram colocados guardas para impedir os esforços de embarque nos navios". No verão de 1940, cerca de uma dúzia de pilotos chegaram à Inglaterra e se voluntariaram para a RAF para ajudar a combater a Luftwaffe. Muitos mais, no entanto, percorreram rotas longas e tortuosas para territórios franceses no exterior, eventualmente reagrupando-se como Força Aérea Francesa Livre.

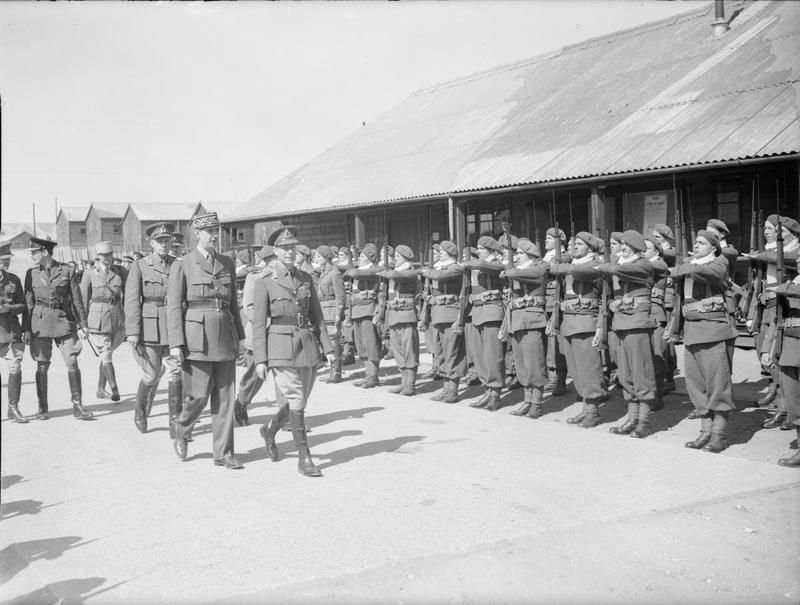
General de Gaulle e Rei Jorge VI inspecionando as forças da França Livre na Inglaterra, 24 de agosto de 1940.

A Marinha Francesa foi mais capaz de responder imediatamente ao apelo às armas de de Gaulle. A maioria das unidades inicialmente permaneceu leal a Vichy, mas cerca de 3 600 marinheiros operando 50 navios em todo o mundo juntaram-se à Marinha Real Britânica e formaram o núcleo das Forças Navais Francesas Livres (FFNF; em francês: FNFL). A rendição da França encontrou seu único porta-aviões, Béarn, vindo dos Estados Unidos, carregado com uma carga preciosa de caças e bombardeiros americanos. Não querendo regressar à França ocupada, mas também relutante em juntar-se de Gaulle, Béarn procurou porto na Martinica, com a sua tripulação mostrando pouca inclinação para ficar do lado dos britânicos na sua luta contínua contra os nazis. Já obsoleto no início da guerra, ele permaneceria na Martinica pelos próximos quatro anos, com sua aeronave enferrujando no clima tropical.
Muitos dos homens nas colônias francesas sentiram uma necessidade especial de defender a França, a sua distante "pátria", que acabou por constituir dois terços das Forças Francesas Livres de de Gaulle.

### Composição

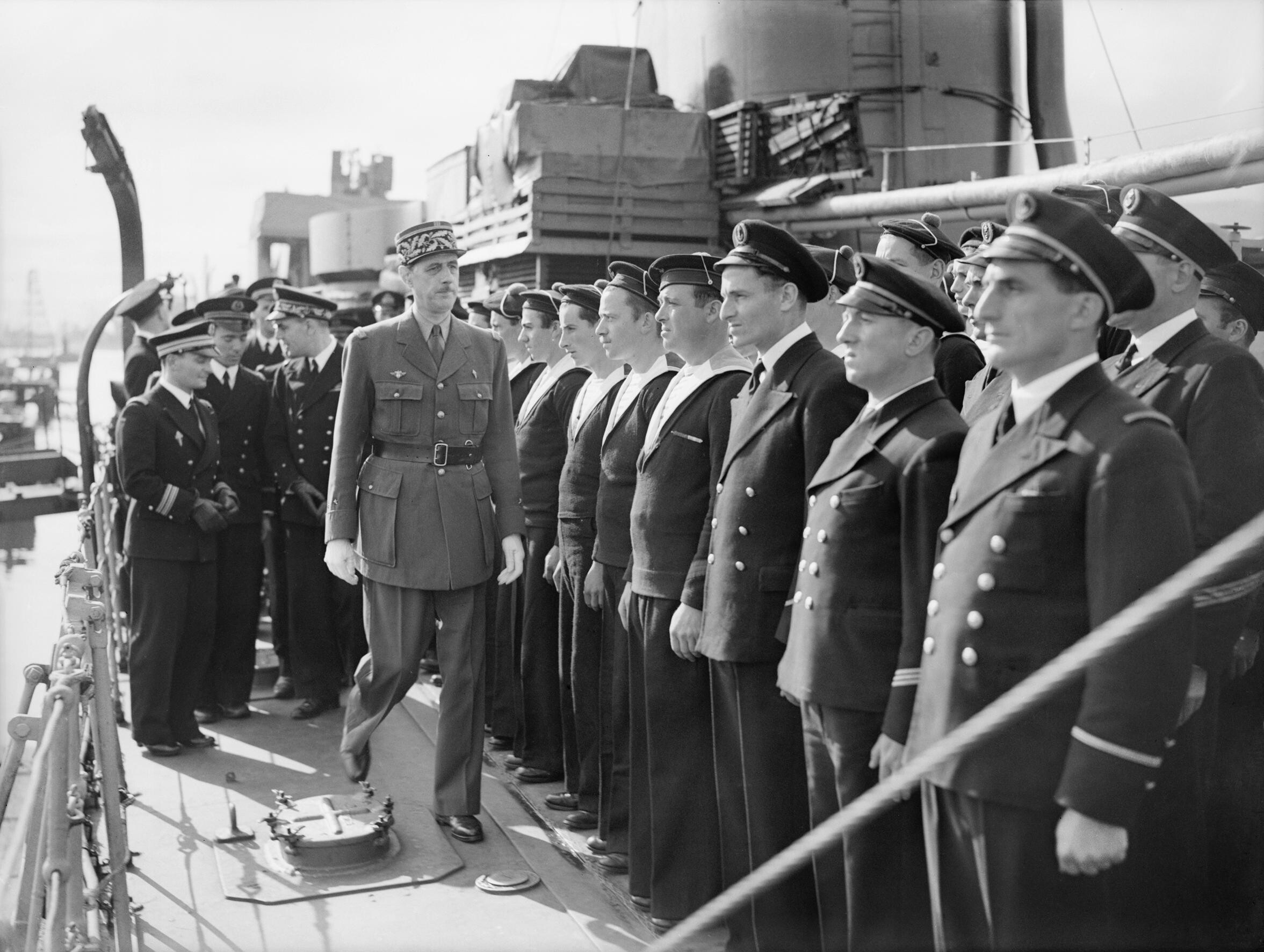
Charles de Gaulle inspecionando marinheiros do contratorpedeiro francês livre Léopard em junho de 1942.

As forças da França Livre incluíam homens das Ilhas Francesas do Pacífico. Vindos principalmente do Taiti, havia 550 voluntários em abril de 1941. Eles serviriam durante a campanha do Norte da África (incluindo a Batalha de Bir Hakeim), a Campanha Italiana e grande parte da Libertação da França. Em novembro de 1944, os 275 voluntários restantes foram repatriados e substituídos por homens das Forças Francesas do Interior para lidar melhor com o frio.
As forças da França Livre também incluíam 5 000 europeus não franceses, servindo principalmente em unidades da Legião Estrangeira. Houve também republicanos espanhóis fugitivos, veteranos da Guerra Civil Espanhola. Em agosto de 1944, eram 350 homens.
A composição étnica das divisões variou. A principal diferença comum, antes do período de agosto a novembro de 1944, era que as divisões blindadas e os elementos blindados e de apoio dentro das divisões de infantaria eram constituídos principalmente por soldados franceses brancos e os elementos de infantaria das divisões de infantaria eram compostos principalmente por soldados coloniais. Quase todos os suboficiais e oficiais eram franceses brancos. Tanto a 2ª Divisão Blindée quanto a 1ª Divisão Blindée eram compostas por cerca de 75% de europeus e 25% de Mahgrebianos, razão pela qual a 2ª Divisão Blindée foi selecionada para a Libertação de Paris. A 5ª Divisão Blindée era quase inteiramente composta por franceses brancos.

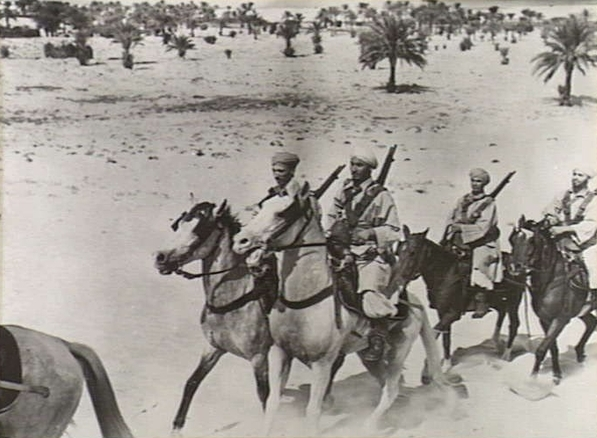
1º Regimento Spahi do Norte da África no Egito, 1941.

Os registos da campanha italiana mostram que tanto a 3ª Divisão de Infantaria Argelina como a 2ª Divisão de Infantaria Marroquina eram compostas por 60% de Mahgrebianos e 40% de europeus, enquanto a 4ª Divisão de Infantaria Marroquina era composta por 65% de Mahgrebianos e 35% de europeus. As três divisões norte-africanas tiveram uma brigada de soldados norte-africanos em cada divisão substituída por uma brigada das Forças Francesas do Interior em janeiro de 1945. Tanto a 1ª Divisão Francesa Livre quanto a 9ª Divisão de Infantaria Colonial continham um forte contingente de brigadas Tirailleurs Sénégalais. A 1ª Divisão Francesa Livre também continha uma brigada mista de Troupes de Marine francesas e voluntários das ilhas do Pacífico. Também incluiu as Brigadas da Legião Estrangeira. No final de setembro e início de outubro de 1944, tanto as brigadas Tirailleurs Sénégalais quanto as das ilhas do Pacífico foram substituídas por brigadas de tropas recrutadas na França continental. Foi também quando muitas novas divisões de infantaria (12 no total) começaram a ser recrutadas na França continental, incluindo a 10ª Divisão de Infantaria e muitas divisões de Infantaria Alpina. A 3ª Divisão Blindada também foi criada em maio de 1945, mas não viu nenhum combate na guerra.
As unidades da França Livre na Força Aérea Real, na Força Aérea Soviética e no SAS britânico eram compostas principalmente por homens da França metropolitana.
Antes da adição das assembleias do Norte de África e da perda dos fugitivos que fugiram de França e foram para Espanha na primavera de 1943 (10 000 segundo os cálculos de Jean-Noël Vincent), um relatório do major-general das Forças Francesas Livres em Londres, a partir de 30 de outubro de 1942, registra 61 670 combatentes no Exército, dos quais 20 200 eram de colônias e 20 000 eram das tropas especiais do Levante (forças francesas não-livres).
Em maio de 1943, citando o Estado-Maior Conjunto de Planejamento, Jean-Louis Crémieux-Brilhac alude a 79 600 homens que constituem forças terrestres, incluindo 21 500 homens de tropas especiais sírio-libanesas, 2 000 homens de cor supervisionados pelas Forças Francesas Livres no norte da Palestina, e 650 soldados designados para o quartel-general em Londres.

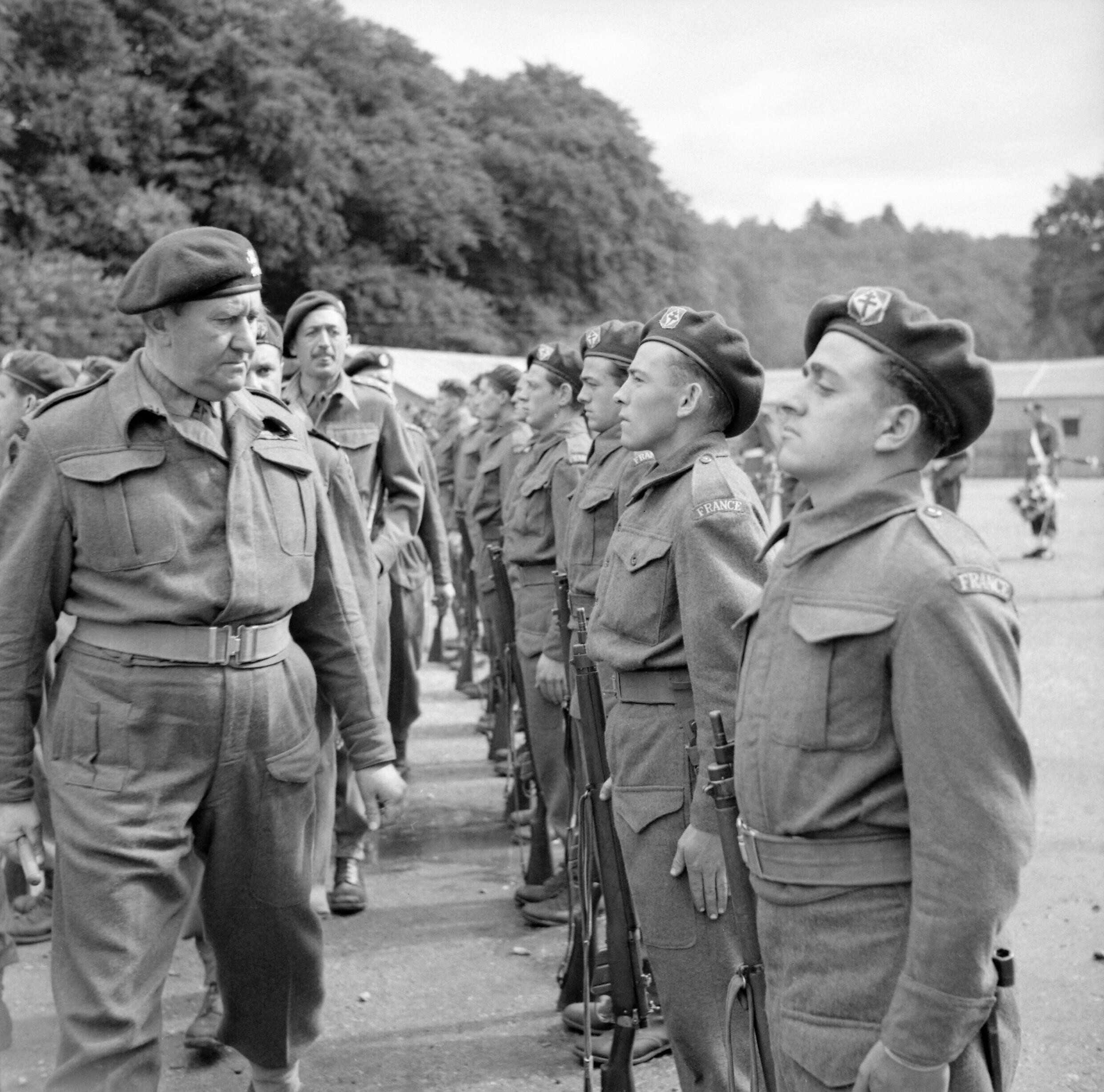
Tropas de comando francesas em treinamento em Achnacarry House, na Escócia, 17 de julho de 1943;

De acordo com a contagem de Henri Écochard, um ex-militar das Forças Francesas Livres, havia pelo menos 54 500 soldados.
Em 2009, no seu trabalho sobre as Forças Francesas Livres, Jean-François Muracciole, historiador francês especializado em França Livre, reavaliou a sua contagem com a de Henri Écochard, considerando que a lista de Écochard subestimou muito o número de combatentes coloniais. Segundo Muracciole, entre a criação das forças da França Livre no verão de 1940 e a fusão com o Exército da África no verão de 1943, 73 300 homens lutaram pela França Livre. Isto incluiu 39 300 franceses (da França metropolitana e colonos coloniais), 30 000 soldados coloniais (principalmente da África Subsaariana) e 3 800 estrangeiros. Eles foram divididos da seguinte forma:
| Exército | Naval  | Aviação | Comunicações na França | Comitês das Forças Francesas Livres |
| -------- | ------ | ------- | ---------------------- | ----------------------------------- |
| 50 000   | 12 500 | 3 200   | 5 700                  | 1 900                               |

A segunda divisão blindada do General Leclerc incluía duas unidades de voluntárias: O Grupo Rochambeau com o Exército (dezenas de mulheres) e o Serviço Feminino da Frota Naval com a Marinha (9 mulheres). O seu papel consistia em administrar os primeiros socorros à primeira linha de soldados feridos (muitas vezes para estancar hemorragias) antes de os evacuar em macas para ambulâncias e depois conduzir essas ambulâncias sob fogo inimigo para centros de cuidados vários quilómetros atrás das linhas.

A seguinte anedota de Pierre Clostermann sugere o espírito da época nas Forças Francesas Livres; um comandante repreende um dos camaradas de Clostermann por ter sapatos amarelos e um suéter amarelo por baixo do uniforme, ao que o camarada responde: 
"Meu Comandante, sou um civil que veio voluntariamente lutar na guerra que os soldados não querem lutar! "

## Cruz de Lorena
Capitaine de corvette Thierry d'Argenlieu sugeriu a adoção da Cruz de Lorena como símbolo da França Livre. Este foi escolhido para recordar a perseverança de Joana d'Arc, padroeira da França, cujo símbolo tinha sido, província onde nasceu, e agora parcialmente anexada à Alsácia-Lorena pela Alemanha Nazista, e como resposta ao símbolo do nacional-socialismo, a suástica nazista.

O Jaque naval francês livre.

Na sua ordem geral n.º 2 de 3 de julho de 1940, o vice-almirante Émile Muselier, dois dias depois de assumir o posto de chefe das forças navais e aéreas da França Livre, criou o jaque naval exibindo as cores francesas com uma cruz vermelha da Lorena, e uma cocar, que também apresentava a cruz de Lorena. Os navios modernos que compartilham o mesmo nome dos navios da FNFL - como Rubis e Triomphant - têm o direito de voar no macaco naval da França Livre como sinal de honra.

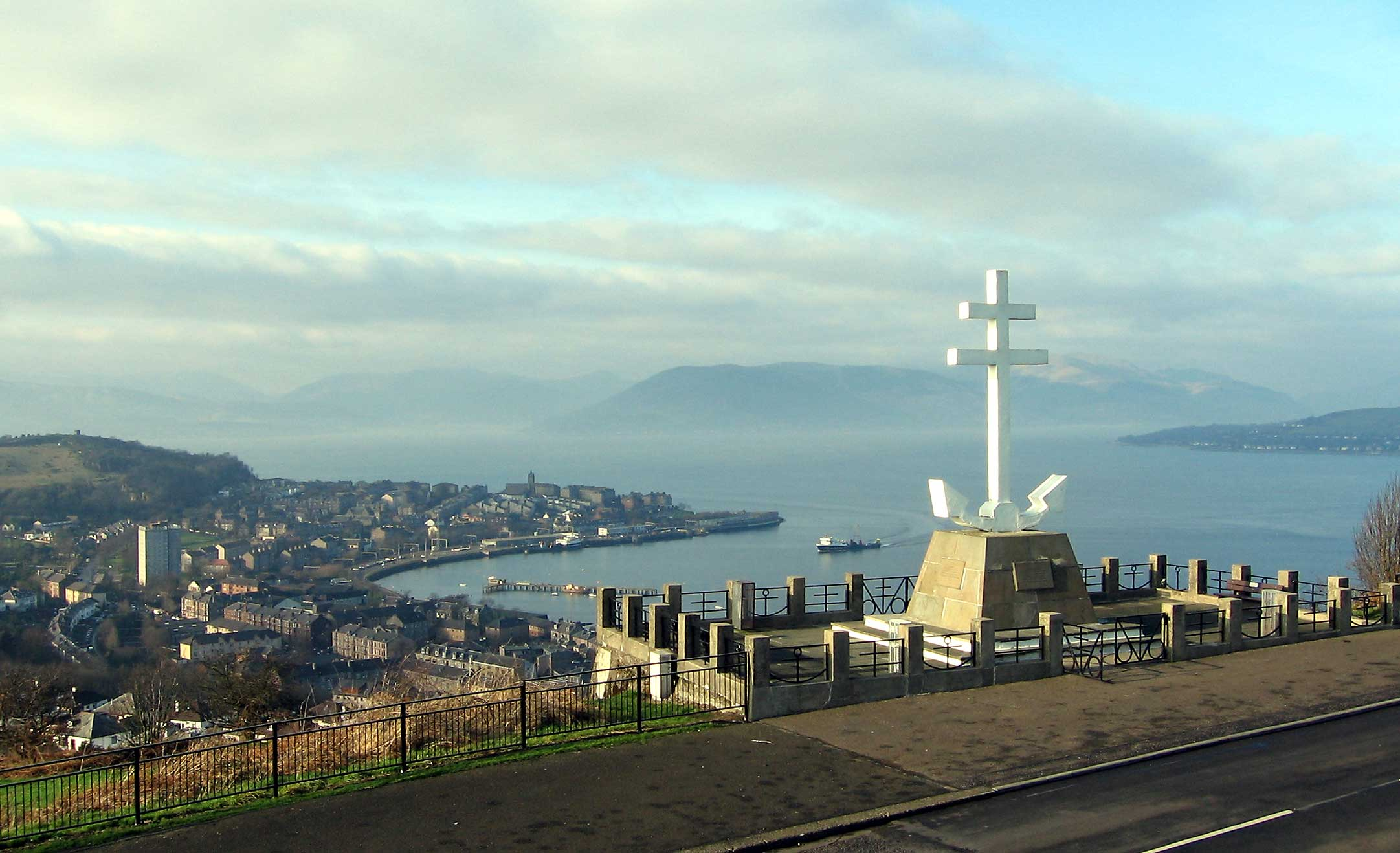
O Memorial Francês Livre, com vista para o Estuário de Clyde.

Um monumento em Lyle Hill em Greenock, em forma de Cruz de Lorena combinada com uma âncora, foi erguido por assinatura como um memorial aos navios da Marinha Francesa Livre que navegaram do Estuário de Clyde para participar da Batalha do Atlântico. Possui placas comemorativas da perda das corvetas da classe Flower Alyssa e Mimosa, e do submarino Surcouf. Localmente, está também associado à memória da perda do destróier Maillé Brézé que explodiu na Tail of the Bank.

## Mers El Kébir e o destino da Marinha Francesa
Após a queda da França, o primeiro-ministro britânico Winston Churchill temia que, em mãos alemãs ou italianas, os navios da Marinha Francesa representassem uma grave ameaça para os Aliados. Ele, portanto, insistiu que os navios de guerra franceses se juntassem aos Aliados ou adotassem a neutralidade num porto britânico, francês ou neutro. Churchill estava determinado a que os navios de guerra franceses não estariam em posição de apoiar uma invasão alemã da Grã-Bretanha, embora temesse que um ataque direto à Marinha francesa pudesse fazer com que o regime de Vichy se aliasse ativamente aos nazistas.

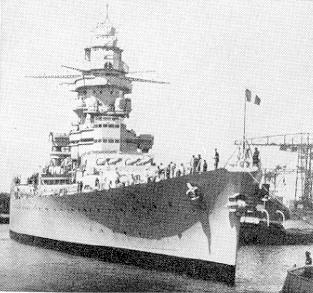
Um Encouraçado da classe Dunkerque muito moderno comissionado em 1937, era potencialmente uma ameaça bastante substancial ao controle britânico dos sealanes caso caísse nas mãos do Eixo.

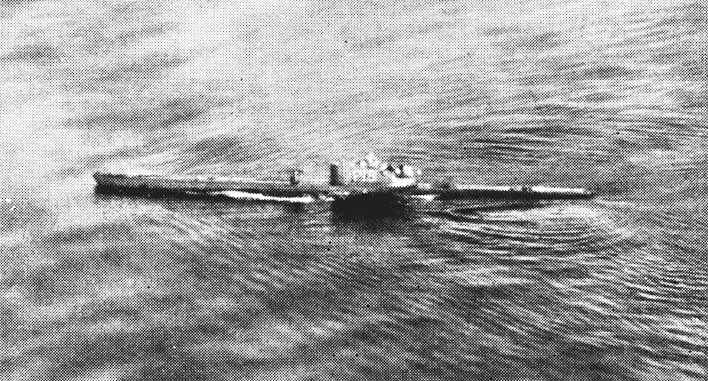
Submarino. Com 22 navios afundados (12 deles navios de guerra alemães) em 22 patrulhas operacionais, ela alcançou o maior número de mortes da FNFL.

Em 3 de julho de 1940, o almirante Marcel-Bruno Gensoul recebeu um ultimato dos britânicos:
"É impossível para nós, seus camaradas até agora, permitir que seus excelentes navios caiam nas mãos do inimigo alemão. Estamos determinados a lutar até ao fim e, se vencermos, como pensamos que venceremos, nunca esqueceremos que a França foi nossa aliada, que os nossos interesses são iguais aos dela e que o nosso inimigo comum é a Alemanha. Se conquistarmos, declaramos solenemente que restauraremos a grandeza e o território da França. Para este efeito, devemos garantir que os melhores navios da Marinha Francesa não sejam usados contra nós pelo inimigo comum. Nestas circunstâncias, o Governo de Sua Majestade instruiu-me a exigir que a Frota Francesa agora em Mers el Kebir e Oran aja de acordo com uma das seguintes alternativas;
(a) Navegue conosco e continue a luta até a vitória contra os alemães.
(b) Navegue com tripulações reduzidas sob nosso controle até um porto britânico. As tripulações reduzidas seriam repatriadas o mais rapidamente possível.
Se qualquer um desses cursos for adotado por vocês, devolveremos seus navios à França no final da guerra ou pagaremos uma indenização integral se eles forem danificados nesse meio tempo.
(c) Alternativamente, se você se sentir obrigado a estipular que seus navios não devem ser usados contra os alemães, para que não quebrem o Armistício, então navegue-os conosco com tripulações reduzidas para algum porto francês nas Índias Ocidentais—Martinica por exemplo—onde possam ser desmilitarizados a nosso contento, ou talvez serem confiados aos Estados Unidos e permanecerem seguros até ao fim da guerra, sendo as tripulações repatriadas.
Se recusarem estas ofertas justas, devo, com profundo pesar, exigir que afundem os seus navios dentro de 6 horas.
Finalmente, na falta do acima exposto, tenho ordens do Governo de Sua Majestade para usar toda a força necessária para evitar que os seus navios caiam em mãos alemãs."
As ordens de Gensoul permitiram-lhe aceitar o internamento nas Índias Ocidentais, mas depois de uma discussão que durou dez horas, ele rejeitou todas as ofertas, e navios de guerra britânicos comandados pelo almirante James Somerville atacaram navios franceses durante o ataque a Mers-el-Kébir na Argélia, afundando ou paralisando três navios de guerra. Como o governo de Vichy apenas disse que não havia alternativas oferecidas, o ataque causou grande amargura em França, particularmente na Marinha (mais de 1 000 marinheiros franceses foram mortos), e ajudou a reforçar o antigo estereótipo da perfídia Albion. Tais ações desencorajaram muitos soldados franceses de se juntarem às forças da França Livre.
Apesar disso, alguns navios de guerra e marinheiros franceses permaneceram no lado aliado ou juntaram-se à FNFL mais tarde, como o submarino de colocação de minas Rubis, cuja tripulação votou quase unanimemente para lutar ao lado da Grã-Bretanha, o destróier Le Triomphant, e o então -maior submarino do mundo, Surcouf. A primeira perda da FNFL ocorreu em 7 de novembro de 1940, quando o barco patrulha Poulmic atingiu uma mina no Canal da Mancha.

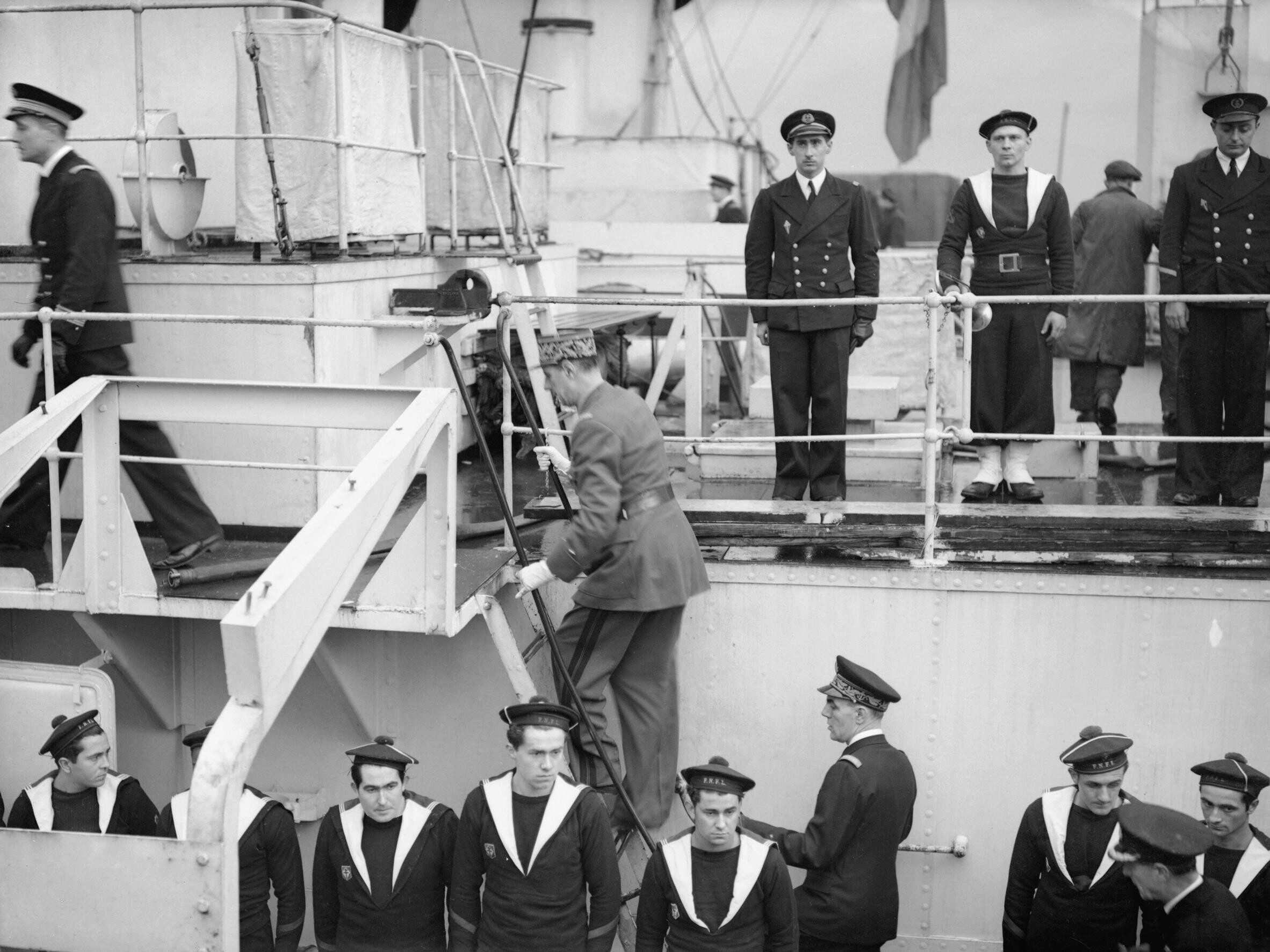
Charles de Gaulle a bordo da corveta francesa Roselys em Greenock, Escócia, 24 de dezembro de 1942.

A maioria dos navios que permaneceram do lado de Vichy e não foram afundados com a principal frota francesa em Toulon, principalmente aqueles nas colônias que permaneceram leais a Vichy até o fim do regime através da invasão do Caso Anton Eixo e ocupação da zona livre e a Tunísia, mudaram então de lado.
Em novembro de 1940, cerca de 1 700 oficiais e homens da Marinha Francesa aproveitaram a oferta britânica de repatriação para França e foram transportados para casa num navio-hospital que viajava sob o comando da Cruz Vermelha Internacional. Isso não impediu os alemães de torpedear o navio e 400 homens morreram afogados.
A FNFL, comandada primeiro pelo almirante Emile Muselier e depois por Philippe Auboyneau e Georges Thierry d'Argenlieu, desempenhou um papel na libertação das colônias francesas em todo o mundo, incluindo a Operação Tocha no norte da África francesa, escoltando comboios durante a Batalha do Atlântico, no apoio à Resistência Francesa em territórios franceses não-livres, na Operação Netuno na Normandia e na Operação Dragão na Provença para a libertação da França continental, e na Guerra do Pacífico.
No total durante a guerra, cerca de 50 navios principais e algumas dezenas de navios menores e auxiliares faziam parte da marinha da França Livre. Também incluía meia dúzia de batalhões de infantaria e comandos navais, bem como esquadrões de aviação naval, um deles a bordo HMS Indomitable e um esquadrão de Catalinas antissubmarino. A marinha mercante francesa, aliada aos Aliados, contava com mais de 170 navios.

## Luta pelo controle das colônias francesas

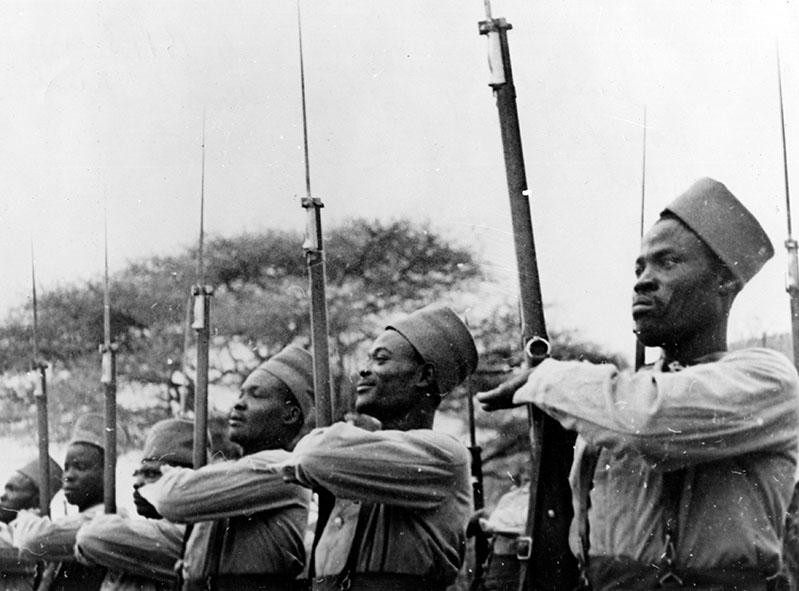
Unidade africana das forças da França Livre durante a campanha da África Oriental em fevereiro de 1941.

Com a França metropolitana firmemente sob o domínio da Alemanha e os Aliados demasiado fracos para desafiar esta situação, de Gaulle voltou a sua atenção para o vasto império ultramarino da França.

### Campanha africana e o Conselho de Defesa do Império
De Gaulle estava optimista de que as colônias francesas na África Ocidental e Central, que tinham fortes ligações comerciais com os territórios britânicos, poderiam simpatizar com os Franceses Livres.  Pierre Boisson, o governador-geral da África Equatorial Francesa, foi um firme defensor do regime de Vichy, ao contrário de Félix Éboué, o governador do Chade francês, uma subsecção da colônia geral. Boisson logo foi promovido a "Alto Comissário das Colônias" e transferido para Dakar, deixando Éboué com autoridade mais direta sobre o Chade. Em 26 de agosto, com a ajuda do seu principal oficial militar, Éboué jurou a lealdade da sua colónia à França Livre. No final de agosto, toda a África Equatorial Francesa (incluindo o mandato da Liga das Nações Camarões Francês) tinha aderido à França Livre, com exceção do Gabão Francês.

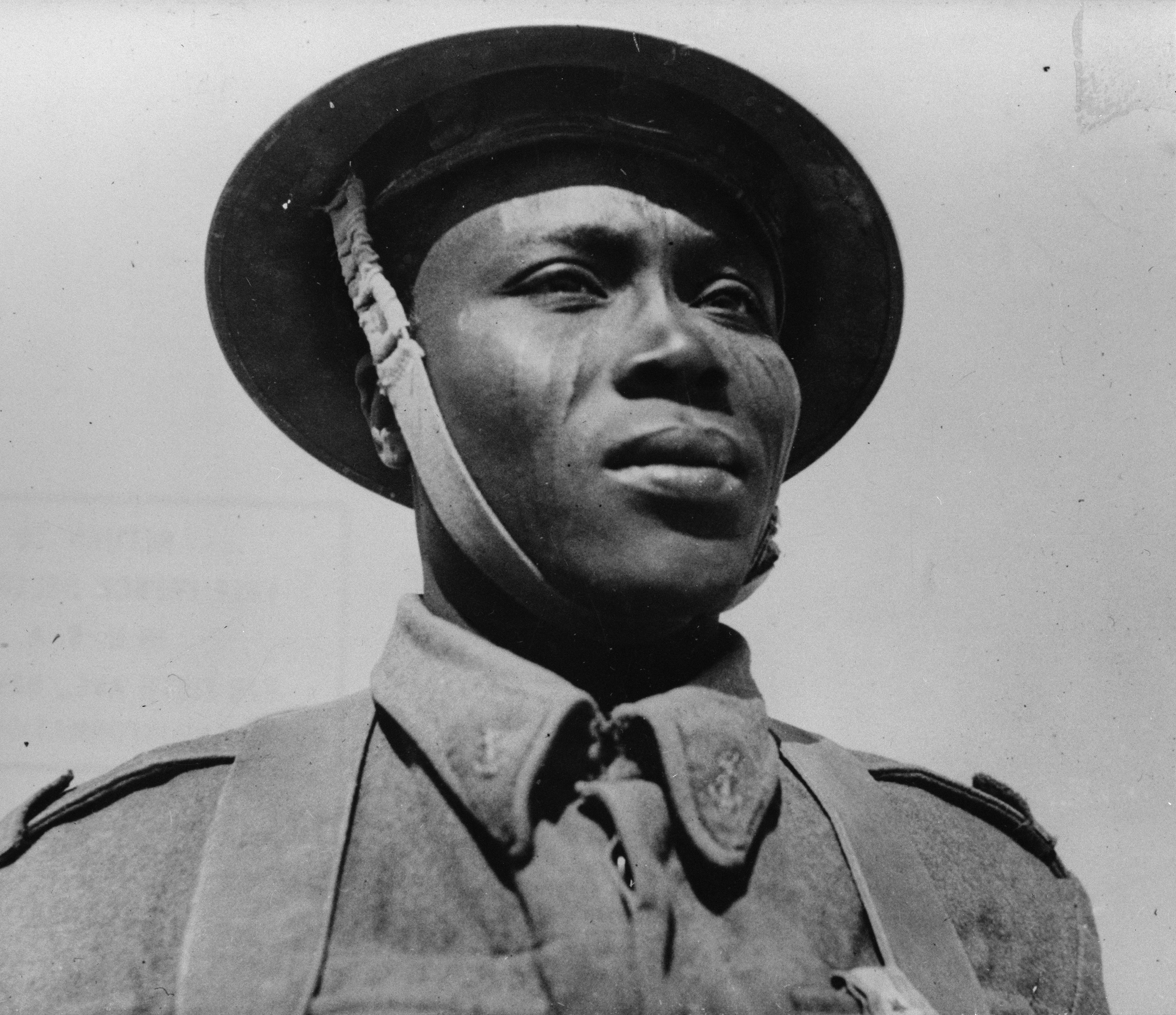
Um soldado chadiano lutando pela França Livre.

Com estas colónias veio mão-de-obra vital – um grande número de tropas coloniais africanas, que formariam o núcleo do exército de Gaulle . De julho a novembro de 1940, a FFF travaria combates com tropas leais à França de Vichy na África, com sucesso e fracasso de ambos os lados.
Em setembro de 1940, uma força naval anglo-francesa travou a Batalha de Dakar, também conhecida como Operação Ameaça, uma tentativa frustrada de capturar o porto estratégico de Dakar, na África Ocidental Francesa. As autoridades locais não ficaram impressionadas com a demonstração de força dos Aliados e levaram a melhor sobre o bombardeio naval que se seguiu, levando a uma retirada humilhante dos navios Aliados. O sentimento de fracasso de Gaulle era tão forte que ele até considerou o suicídio.
Houve notícias melhores em novembro de 1940, quando a FFF alcançou a vitória na Batalha do Gabão (ou Batalha de Libreville) sob o comando do habilidoso General Philippe Leclerc de Hauteclocque (General Leclerc). De Gaulle avaliou pessoalmente a situação no Chade, a primeira colônia africana a se juntar à França Livre, localizada na fronteira sul da Líbia, e a batalha resultou na tomada de Libreville, no Gabão, pelas forças francesas livres. 

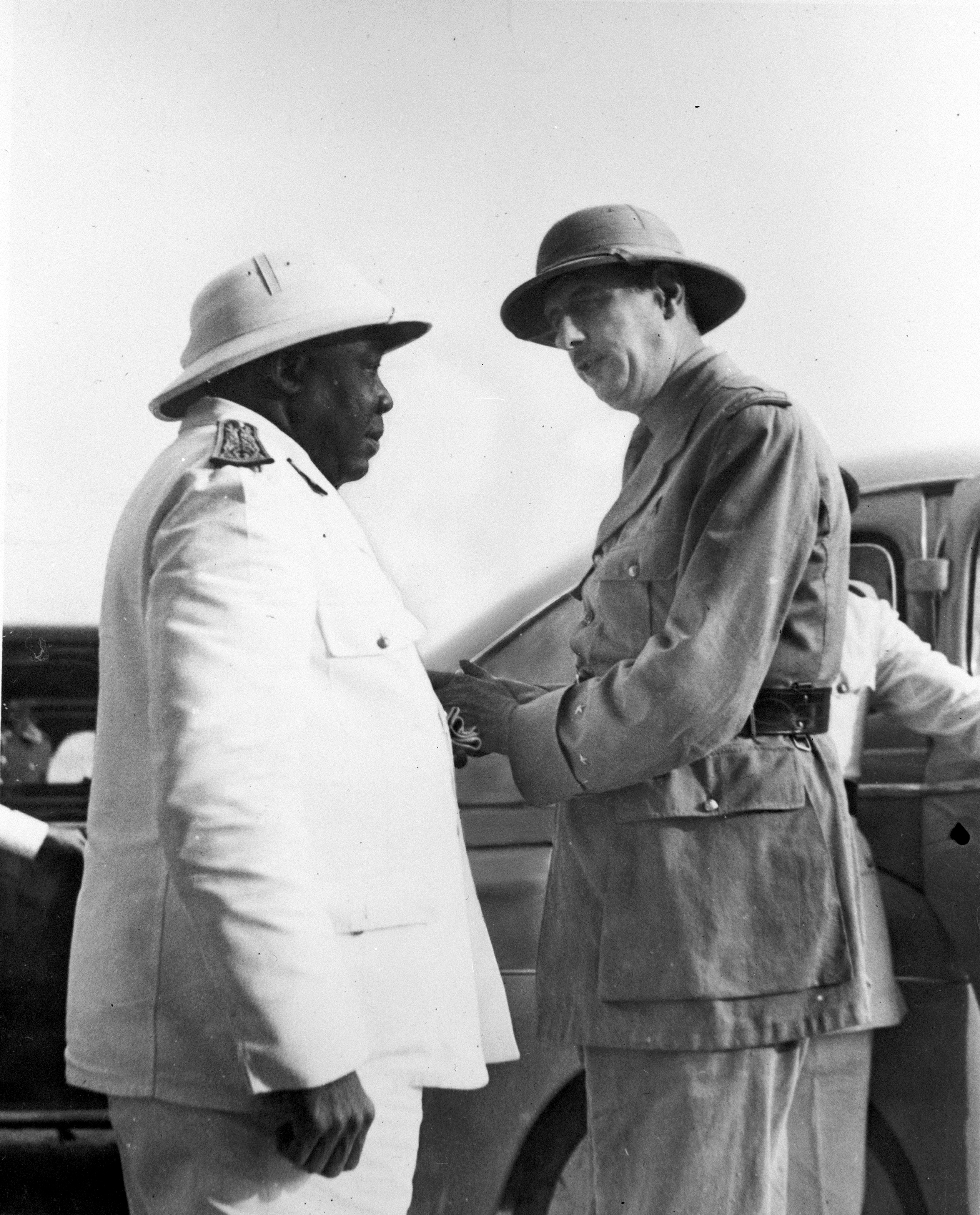
De Gaulle encontra Félix Éboué no Chade.

No final de novembro de 1940, a África Equatorial Francesa estava totalmente sob o controlo da França Livre, mas os fracassos em Dakar levaram a África Ocidental Francesa a declarar lealdade a Vichy, à qual permaneceriam leais até à queda do regime em novembro de 1942.
Em 27 de outubro de 1940, o Conselho de Defesa do Império foi estabelecido para organizar e administrar as possessões imperiais sob o domínio da França Livre e como um governo francês provisório alternativo. Era constituída por oficiais de alta patente e governadores das colónias livres, nomeadamente o governador Félix Éboué do Chade. A sua criação foi anunciada naquele dia pelo Manifesto de Brazzaville. La France libre era o que de Gaulle afirmava representar, ou melhor, como ele disse simplesmente, "La France"; França de Vichy era um "pseudo governo", uma entidade ilegal.
Em 1941-1942, a FFF africana cresceu lentamente em força e até expandiu as operações para o norte, para a Líbia italiana. Em fevereiro de 1941, as Forças Francesas Livres invadiram a Cirenaica, novamente lideradas por Leclerc, capturando o forte italiano no oásis de Kufra. Em 1942, as forças de Leclerc e soldados do Grupo Britânico do Deserto de Longo Alcance capturaram partes da província de Fezzan.  No final de 1942, Leclerc transferiu suas forças para a Tripolitânia para se juntar à Comunidade Britânica e outras forças da FFF na Corrida para Túnis.

### Ásia e Pacífico

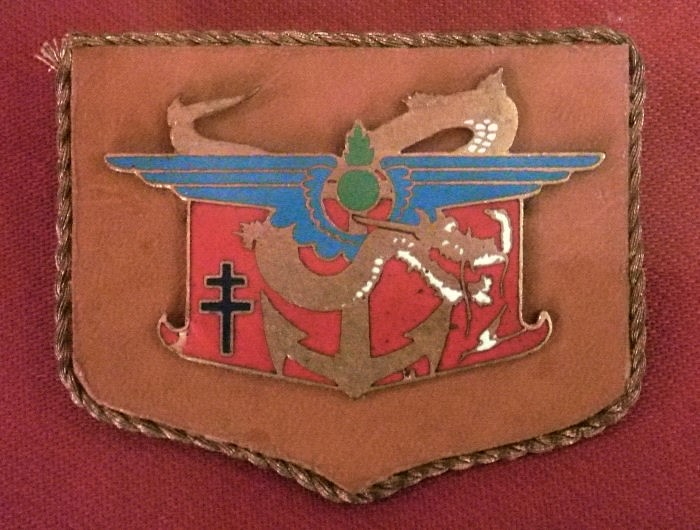
Insígnia das Forças Francesas Livres no Extremo Oriente (Indochina Francesa), Missão Langlade.

A França também tinha possessões na Ásia e no Pacífico, e estas colónias remotas enfrentariam problemas semelhantes de lealdades divididas. A Índia Francesa e as colônias francesas do Pacífico Sul da Nova Caledônia, Polinésia Francesa e as Novas Hébridas juntaram-se à França Livre no verão de 1940, atraindo o interesse oficial americano. Estas colónias do Pacífico Sul forneceriam mais tarde bases aliadas vitais no Oceano Pacífico durante a guerra com o Japão.
A Indochina Francesa foi invadida pelo Japão em setembro de 1940, embora durante a maior parte da guerra a colônia tenha permanecido sob controle nominal de Vichy. Em 9 de março de 1945, os japoneses lançaram um golpe de Estado e assumiram o controlo total da Indochina no início de maio. O domínio japonês na Indochina durou até a bem-sucedida Revolução de Agosto, liderada pelo Việt Minh, dominado pelos comunistas, e a entrada das forças britânicas e chinesas.
De junho de 1940 a fevereiro de 1943, a concessão de Guangzhouwan (Kouang-Tchéou-Wan ou Fort-Boyard), no Sul da China, permaneceu sob a administração da França Livre. A República da China, após a queda de Paris em 1940, reconheceu o governo da França Livre exilado em Londres como a autoridade legítima de Guangzhouwan e estabeleceu relações diplomáticas com eles, algo facilitado pelo facto de a colónia estar rodeada pelo território da República da China e ser não está em contacto físico com a Indochina Francesa. Em fevereiro de 1943, o Exército Imperial Japonês invadiu e ocupou o território arrendado.

### América do Norte
Na América do Norte, Saint-Pierre e Miquelon (perto de Terra Nova e Labrador) juntaram-se aos Franceses Livres após uma "invasão" em 24 de dezembro de 1941 pelo Contra-Almirante Emile Muselier e as forças que ele conseguiu carregar em três corvetas e um submarino da FNFL. A ação em Saint-Pierre e Miquelon criou um grave incidente diplomático com os Estados Unidos, apesar de esta ser a primeira possessão francesa nas Américas a juntar-se aos Aliados, que se opunha doutrinariamente ao uso de meios militares pelas potências coloniais no hemisfério ocidental e reconheceu Vichy como o governo oficial francês.
Principalmente por causa disso e das relações muitas vezes muito geladas entre a França Livre e os EUA (com a profunda desconfiança do Presidente Roosevelt em de Gaulle desempenhando um papel fundamental nisso, com ele firmemente convencido de que o objectivo do general era criar um Sul- junta ao estilo americano e se tornou o ditador da França), outras possessões francesas no Novo Mundo estiveram entre as últimas a desertar de Vichy para os Aliados (com a Martinica resistindo até julho de 1943).

### Síria e África Oriental

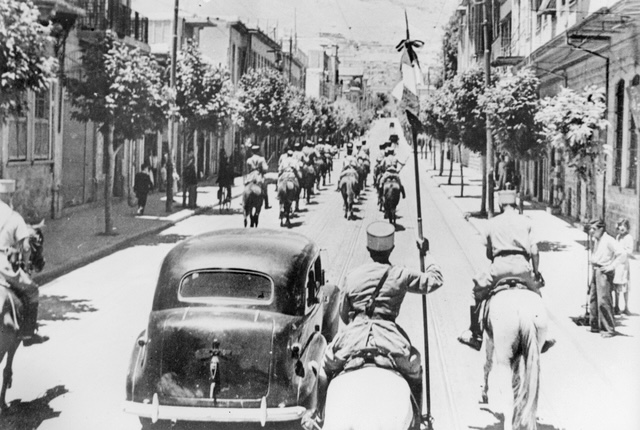
A queda de Damasco para os Aliados, final de junho de 1941. Um carro que transportava os comandantes franceses livres, general Georges Catroux e general Paul Louis Le Gentilhomme, entra na cidade, escoltado pela cavalaria circassiana francesa (Gardes Tcherkess).

Em 1941, a FFF lutou ao lado das tropas do Império Britânico contra os italianos na África Oriental Italiana durante a Campanha da África Oriental.
Em junho de 1941, durante a campanha Síria-Líbano (Operação Exportador), as Forças Francesas Livres que lutavam ao lado das forças da Comunidade Britânica enfrentaram um número substancial de tropas leais à França de Vichy - desta vez no Levante. De Gaulle garantira a Churchill que as unidades francesas na Síria estariam à altura do apelo da França Livre, mas não foi esse o caso.  Após combates acirrados, com cerca de 1 000 mortos de cada lado (incluindo o fratricídio de Vichy e Legionários Estrangeiros Franceses Livres quando a 13ª Demi-Brigada (DBLE) entrou em confronto com o 6º Regimento de Infantaria Estrangeira perto de Damasco). O general Henri Dentz e seu Exército do Levante de Vichy foram finalmente derrotados pelas forças aliadas em grande parte britânicas em julho de 1941.
Os próprios britânicos não ocuparam a Síria; em vez disso, o General Francês Livre Georges Catroux foi nomeado Alto-Comissário do Levante e, a partir deste ponto, a França Livre controlaria a Síria e o Líbano até se tornarem independentes em 1946 e 1943, respectivamente. Contudo, apesar deste sucesso, os números do FFF não cresceram tanto quanto se desejava. Dos quase 38 000 prisioneiros de guerra franceses de Vichy, apenas 5 668 homens se voluntariaram para se juntar às forças do General de Gaulle; o restante optou por ser repatriado para a França.
Apesar deste quadro sombrio, no final de 1941, os Estados Unidos tinham entrado na guerra e a União Soviética também se tinha juntado ao lado Aliado, detendo os alemães fora de Moscou, no primeiro grande revés para os nazistas. Gradualmente, a maré da guerra começou a mudar, e com ela a percepção de que Hitler poderia finalmente ser derrotado. O apoio à França Livre começou a crescer, embora as forças francesas de Vichy continuassem a resistir aos exércitos Aliados - e aos Franceses Livres - quando atacados por eles até o final de 1942.

### Criação do Comitê Nacional Francês (CNF)
Refletindo a força crescente da França Livre foi a fundação do Comitê Nacional Francês (francês: Comité national français, CNF) em setembro de 1941 e a mudança oficial do nome de France Libre para France combattante em julho de 1942.
Os Estados Unidos concederam apoio Lend-Lease ao CNF em 24 de novembro.

### Madagáscar
Em junho de 1942, os britânicos atacaram a colônia estrategicamente importante de Madagáscar francesa, na esperança de evitar que ela caísse em mãos japonesas e, especialmente, o uso do porto de Diego-Suarez como base para a Marinha Imperial Japonesa. Mais uma vez os desembarques Aliados enfrentaram resistência das forças de Vichy, lideradas pelo Governador-Geral Armand Léon Annet. Em 5 de novembro de 1942, Annet finalmente se rendeu. Tal como na Síria, apenas uma minoria dos soldados capturados de Vichy escolheu juntar-se aos Franceses Livres. Após a batalha, o general francês livre Paul Legentilhomme foi nomeado Alto-Comissário para Madagáscar.

## Batalha de Bir Hakeim

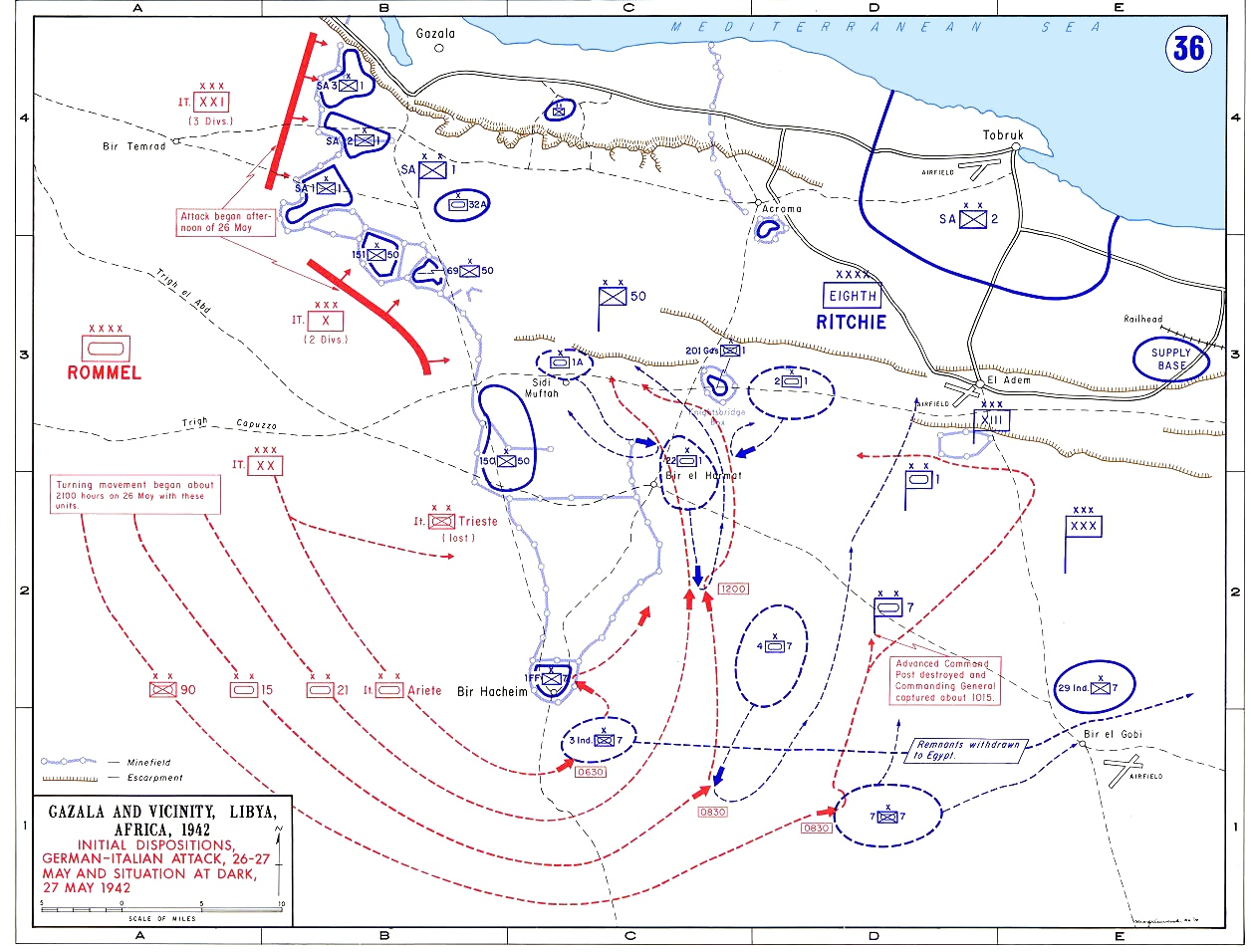
A defesa tenaz da FFF em Bir Hakeim impediu que a tentativa de manobra de flanco de Rommel em El Alamein fosse bem-sucedida.

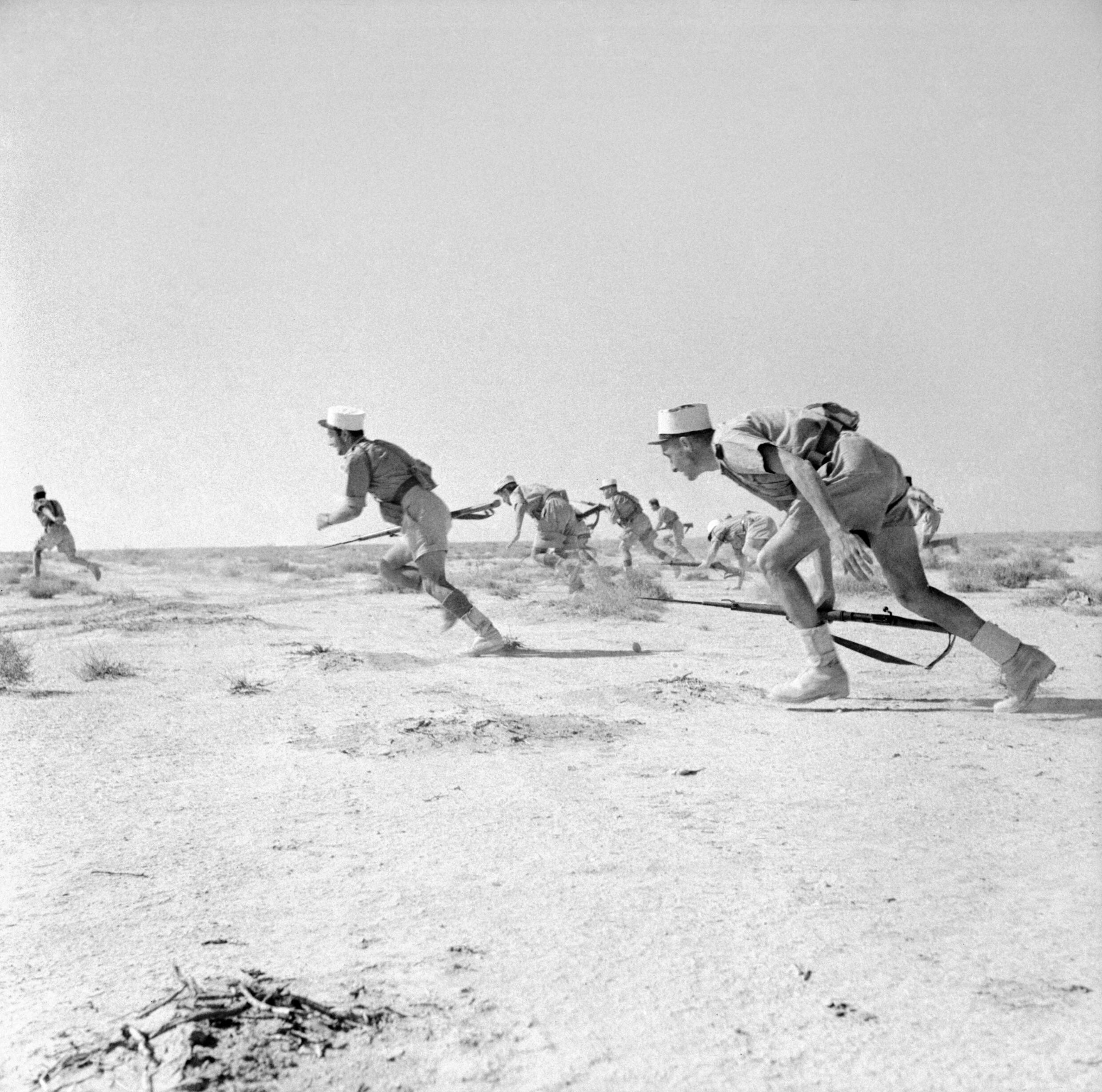
Legionários estrangeiros franceses livres "saltam do deserto para atacar um ponto forte inimigo", Bir Hakeim, 12 de junho de 1942.

Ao longo de 1942, no Norte de África, as forças do Império Britânico travaram uma campanha terrestre desesperada contra os alemães e italianos para evitar a perda do Egipto e do vital canal de Suez. Aqui, lutando no árido deserto da Líbia, os soldados franceses livres se destacaram. O General Marie Pierre Koenig e a sua unidade - a 1ª Brigada de Infantaria Francesa Livre - resistiram ao Afrika Korps na Batalha de Bir Hakeim em Junho de 1942, embora tenham sido eventualmente obrigados a retirar-se, à medida que as forças Aliadas recuavam para El Alamein, o seu ponto mais baixo no Campanha do Norte de África. Koenig defendeu Bir Hakeim de 26 de maio a 11 de junho contra forças superiores alemãs e italianas lideradas pelo Generaloberst Erwin Rommel, provando que a FFF poderia ser levada a sério pelos Aliados como uma força de combate. O general britânico Claude Auchinleck disse em 12 de junho de 1942, sobre a batalha: "As Nações Unidas precisam estar cheias de admiração e gratidão, em respeito a estas tropas francesas e ao seu bravo General Koenig". Até Hitler ficou impressionado, anunciando ao jornalista Lutz Koch, recentemente retornado de Bir Hakeim:
"Vocês ouviram, senhores? É uma nova evidência de que sempre tive razão! Os franceses são, depois de nós, os melhores soldados! Mesmo com a sua atual taxa de natalidade, a França será sempre capaz de mobilizar uma centena de divisões! Depois desta guerra, teremos que encontrar aliados capazes de conter um país que seja capaz de realizar façanhas militares que surpreendam o mundo, como estão fazendo agora em Bir-Hakeim!"
O Generalmajor Friedrich von Mellenthin escreveu em suas memórias Panzer Battles:
"Em todo o curso da guerra no deserto, nunca encontramos uma defesa mais heróica e bem sustentada."

## Primeiros sucessos
De 23 de outubro a 4 de novembro de 1942, as forças aliadas sob o comando do general Bernard Montgomery, incluindo a FFI, venceram a Segunda Batalha de El Alamein, expulsando o Afrika Korps de Rommel do Egito e de volta à Líbia. Este foi o primeiro grande sucesso de um exército aliado ocidental contra as potências do Eixo e marcou um ponto de viragem fundamental na guerra.

### Operação Tocha

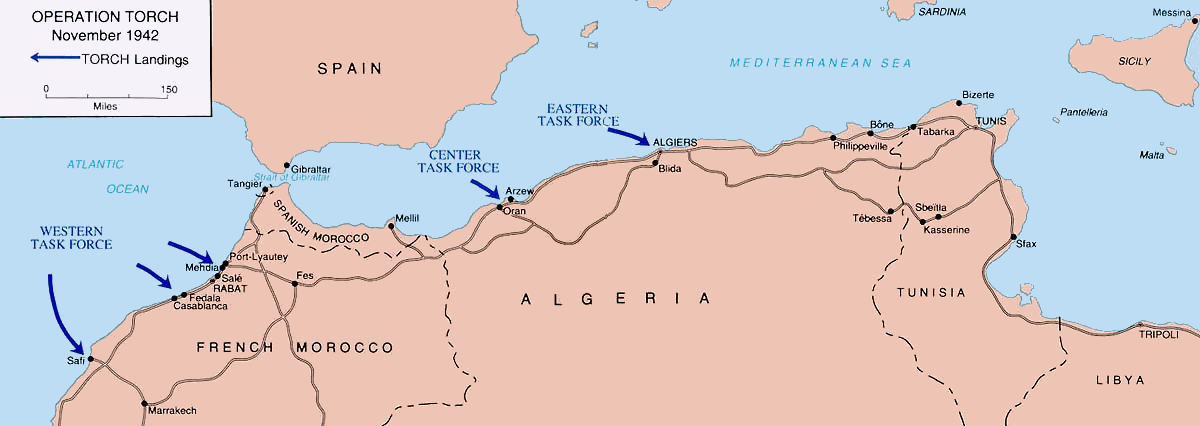
Operação Tocha desembarca em Marrocos e na Argélia.

Logo depois, em novembro de 1942, os Aliados lançaram a Operação Tocha no oeste, uma invasão do Norte da África francês, controlado por Vichy. Uma força anglo-americana de 63 000 homens desembarcou no Marrocos francês e na Argélia. O objetivo a longo prazo era expulsar as tropas alemãs e italianas do Norte de África, reforçar o controlo naval do Mediterrâneo e preparar uma invasão de Itália em 1943. Os Aliados esperavam que as forças de Vichy oferecessem apenas uma resistência simbólica aos Aliados, mas em vez disso lutaram arduamente, incorrendo em pesadas baixas. Como disse um legionário estrangeiro francês depois de ver os seus camaradas morrerem num bombardeamento americano: "Desde a queda da França, sonhávamos com a libertação, mas não queríamos que fosse assim".
Após o golpe de 8 de novembro de 1942 da resistência francesa que impediu o 19º Corpo de responder eficazmente aos desembarques aliados em torno de Argel no mesmo dia, a maioria das figuras de Vichy foram presas (incluindo o general Alphonse Juin, comandante-chefe no Norte de África, e o almirante de Vichy François Darlan). No entanto, Darlan foi libertado e o general norte-americano Dwight D. Eisenhower finalmente aceitou a sua autonomeação como alto comissário do Norte de África e da África Ocidental Francesa, um movimento que enfureceu de Gaulle, que se recusou a reconhecer o seu estatuto.
Henri Giraud, um general que escapou do cativeiro militar na Alemanha em abril de 1942, negociou com os americanos a liderança na invasão. Ele chegou a Argel em 10 de novembro e concordou em subordinar-se ao almirante Darlan como comandante do exército francês africano.
Mais tarde naquele dia, Darlan ordenou um cessar-fogo e as forças francesas de Vichy começaram, em massa, a juntar-se à causa da França Livre. Inicialmente, pelo menos a eficácia destes novos recrutas foi prejudicada pela escassez de armamento e, entre alguns membros da classe oficial, pela falta de convicção na sua nova causa.
Após a assinatura do cessar-fogo, os alemães perderam a fé no regime de Vichy e, em 11 de novembro de 1942, as forças alemãs e italianas ocuparam a França de Vichy (Caso Anton), violando o armistício de 1940 e desencadeando o afundamento da frota francesa em Toulon. em 27 de novembro de 1942. Em resposta, o Exército Africano de Vichy juntou-se ao lado Aliado. Eles lutaram na Tunísia durante seis meses até abril de 1943, quando se juntaram á campanha na Itália como parte do Corpo Expedicionário Francês na Itália (FEC).
O almirante Darlan foi assassinado em 24 de dezembro de 1942 em Argel pelo jovem monarquista Bonnier de La Chapelle. Embora de la Chapelle fosse membro do grupo de resistência liderado por Henri d'Astier de La Vigerie, acredita-se que ele agia como indivíduo.
Em 28 de Dezembro, após um bloqueio prolongado, as forças de Vichy na Somalilândia Francesa foram expulsas.
Após estes sucessos, Guadalupe e Martinica nas Índias Ocidentais — bem como a Guiana Francesa na costa norte da América do Sul — juntaram-se finalmente à França Livre nos primeiros meses de 1943. Em novembro de 1943, as forças francesas receberam equipamento militar suficiente através do Lend-Lease para reequipar oito divisões e permitir a devolução do equipamento britânico emprestado.

### Criação do Comitê Francês de Libertação Nacional (CFLN)

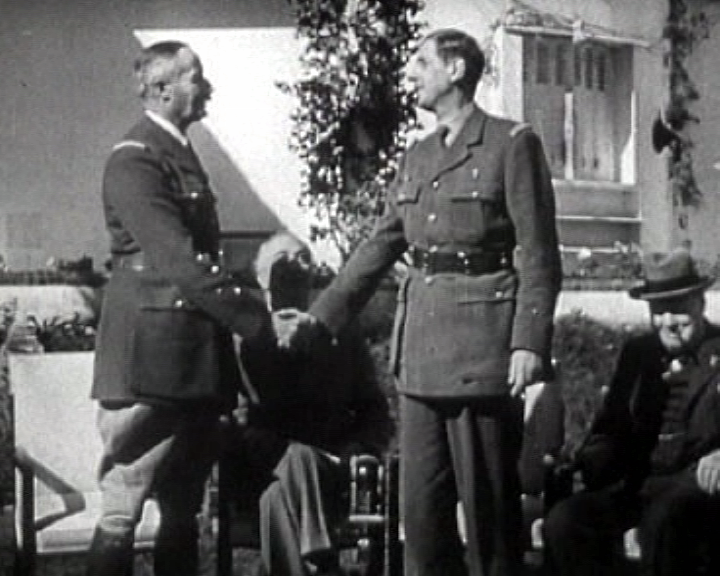
Henri Giraud e de Gaulle durante a Conferência de Casablanca em janeiro de 1943. Churchill e Roosevelt estão em segundo plano.

As forças de Vichy no Norte de África estavam sob o comando de Darlan e renderam-se sob as suas ordens. Os Aliados reconheceram a sua autonomeação como Alto Comissário da França (comandante-em-chefe militar e civil francês, Commandement en chef français civil et militaire</link> ) para o Norte e Oeste de África. Ele ordenou que parassem de resistir e cooperassem com os Aliados, o que eles fizeram. Na altura em que a Campanha da Tunísia foi travada, as ex-forças francesas de Vichy no Norte de África tinham sido fundidas com a FFF.
Após o assassinato do almirante Darlan, Giraud tornou-se seu sucessor de facto na África Francesa, com o apoio dos Aliados. Isto ocorreu através de uma série de consultas entre Giraud e de Gaulle . Este último pretendia exercer uma posição política em França e concordou em ter Giraud como comandante-em-chefe, como o militar mais qualificado dos dois. É questionável que ele tenha ordenado a prisão de muitos líderes da resistência francesa que ajudaram as tropas de Eisenhower, sem qualquer protesto do representante de Roosevelt, Robert Murphy.
Mais tarde, os americanos enviaram Jean Monnet para aconselhar Giraud e pressioná-lo a revogar as leis de Vichy. O decreto de Crémieux, que concedia a cidadania francesa aos judeus na Argélia e que tinha sido revogado por Vichy, foi imediatamente restaurado pelo general de Gaulle. O regime democrático foi restaurado na Argélia Francesa e os comunistas e judeus foram libertados dos campos de concentração.
Giraud participou da conferência de Casablanca em janeiro de 1943 com Roosevelt, Churchill e de Gaulle. Os Aliados discutiram a sua estratégia geral para a guerra, e reconheceram a liderança conjunta do Norte de África por Giraud e de Gaulle. Henri Giraud e Charles de Gaulle tornaram-se então copresidentes do Comitê Francês de Libertação Nacional (Comité Français de Libération Nationale, CFLN), que unificou os territórios por eles controlados e foi oficialmente fundada em 3 de junho de 1943.
O CFLN criou um governo francês temporário em Argel, reuniu mais tropas e reorganizou, treinou e reequipou as forças armadas da França Livre, em cooperação com as forças aliadas na preparação de futuras operações contra a Itália e o muro do Atlântico alemão.

### Frente Oriental

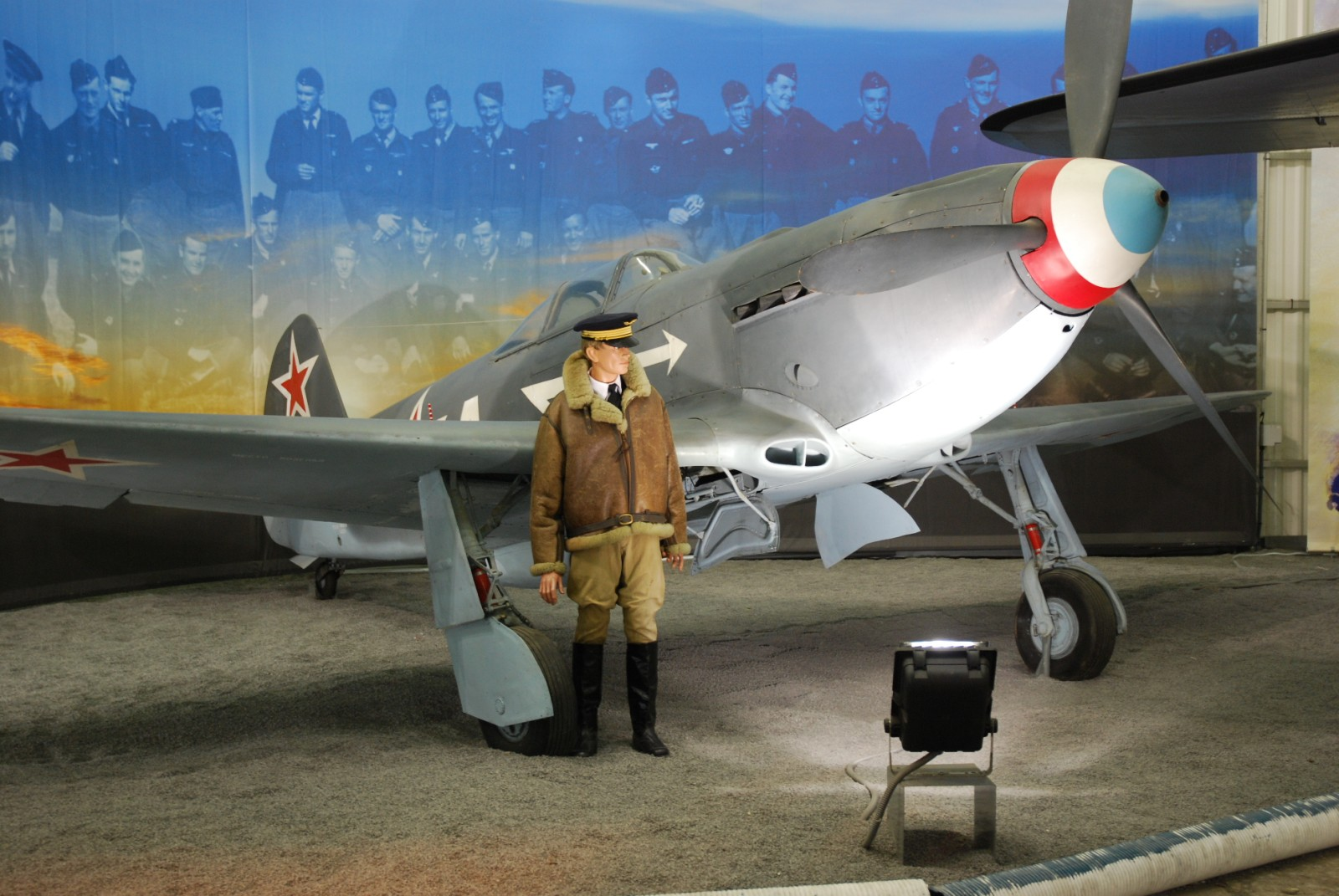
FAFL Normandie-Niemen Yak-3 preservado no museu Paris Le Bourget.

O Regimento Normandia-Niemen, fundado por sugestão de Charles de Gaulle, foi um regimento de caças da Força Aérea Francesa Livre que serviu na Frente Oriental do Teatro Europeu da Segunda Guerra Mundial com o 1.º Exército Aéreo. O regimento se destaca por ser a única unidade de combate aéreo de um país ocidental aliado a participar da Frente Oriental durante a Segunda Guerra Mundial (exceto breves intervenções de unidades da RAF e da USAAF) e a única a lutar junto com os soviéticos até o final de a guerra na Europa.
A unidade era o GC3 (Groupe de Chasse 3 ou 3º Grupo de Caças) na Força Aérea Francesa Livre, comandada inicialmente por Jean Tulasne. A unidade originou-se em meados de 1943, durante a Segunda Guerra Mundial. Inicialmente o groupe compreendia um grupo de pilotos de caça franceses enviados para ajudar as forças soviéticas por sugestão de Charles de Gaulle, líder das Forças Francesas Livres, que considerava importante que os militares franceses servissem em todas as frentes da guerra. O regimento lutou em três campanhas em nome da União Soviética entre 22 de março de 1943 e 9 de maio de 1945, período durante o qual destruiu 273 aeronaves inimigas e recebeu inúmeras ordens, citações e condecorações da França e da União Soviética, incluindo a Légion d'Honneur Francesa. Légion d'Honneur e a Ordem do Estandarte Vermelho. Josef Stalin concedeu à unidade o nome de Niemen pela sua participação na Batalha do Rio Niemen.

## Tunísia, Itália e Córsega

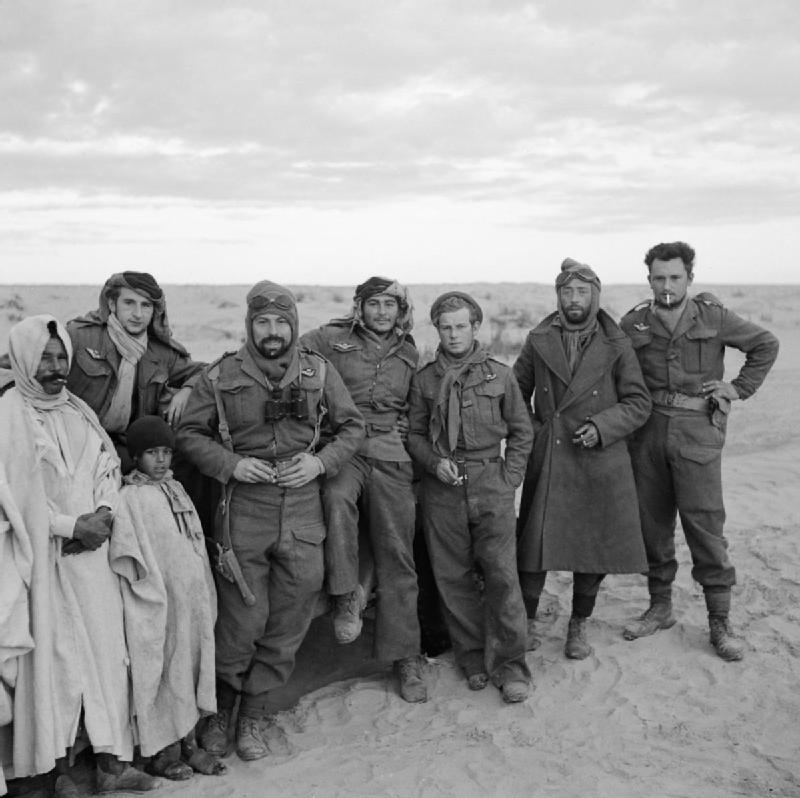
Membros do "Esquadrão Francês SAS" (1ere Compagnie de Chasseurs Parachutistes) na área de Gabès – Tozeur, na Tunísia.

As forças da França Livre participaram da Campanha da Tunísia. Juntamente com as forças britânicas e da Commonwealth, a FFF avançou do sul, enquanto o anteriormente leal Exército da África avançou do oeste junto com os americanos. Os combates na Tunísia terminaram com a rendição das forças do Eixo aos Aliados em julho de 1943.
Durante a campanha na Itália durante 1943-1944, um total entre 70 000 e 130 000 soldados franceses livres lutaram ao lado dos Aliados. O Corpo Expedicionário Francês era composto por 60% de soldados coloniais, maioritariamente marroquinos e 40% europeus, maioritariamente Pied-Noirs. Participaram dos combates na Linha Winter e na Linha Gustav, destacando-se em Monte Cassino na Operação Diadema. No que veio a ser conhecido como o Marocchinato, numa das piores atrocidades em massa cometidas pelas tropas aliadas durante a guerra, os Goumiers marroquinos violaram e mataram civis italianos em grande escala durante essas operações, muitas vezes sob o olhar indiferente dos seus oficiais franceses., se não o seu incentivo. Os actos de violência perpetrados pelas tropas francesas contra civis continuaram mesmo após a libertação de Roma. O marechal francês Jean de Lattre de Tassigny, afirmou que tais casos eram eventos isolados explorados pela propaganda alemã para difamar os aliados, particularmente as tropas francesas.
Em setembro de 1943, a libertação da Córsega da ocupação italiana começou, após o armistício italiano, com o desembarque de elementos do I Corpo francês reconstituído (Operação Vesúvio).

## Forces Françaises Combattantese Conselho Nacional da Resistência

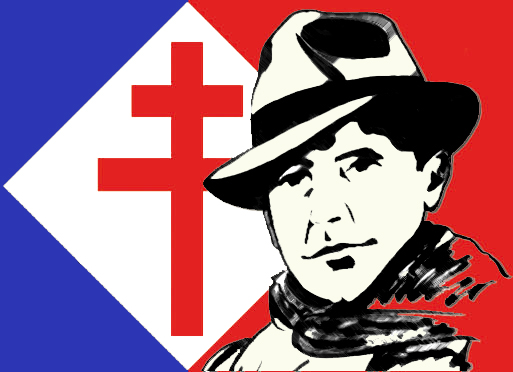
Foto de Jean Moulin e seu lenço icônico. Ele provavelmente foi torturado até a morte pessoalmente por Klaus Barbie.

A Resistência Francesa cresceu gradualmente em força. O General de Gaulle traçou um plano para reunir os grupos fragmentados sob a sua liderança. Ele mudou o nome de seu movimento para "Forças Combatentes Francesas" (Forças Francesas Combatentes) e enviou Jean Moulin de volta à França como seu elo formal com os irregulares em todo o país ocupado para coordenar os oito principais grupos de Resistência em uma organização. Moulin conseguiu o acordo para formar o "Conselho Nacional da Resistência" (Conseil National de la Résistance). Moulin acabou sendo capturado e morreu sob tortura brutal da Gestapo.
A influência de De Gaulle também cresceu na França e, em 1942, um líder da resistência chamou-o de "o único líder possível para a França que luta". Outros gaullistas, aqueles que não puderam sair de França (ou seja, a esmagadora maioria deles), permaneceram nos territórios governados por Vichy e pelas forças de ocupação do Eixo, construindo redes de propagandistas, espiões e sabotadores para perseguir e desconcertar o inimigo.
Mais tarde, a Resistência foi mais formalmente referida como "Forças Francesas do Interior" (Forces Françaises de l'Intérieur, ou FFI). De outubro de 1944 a março de 1945, muitas unidades da FFI foram fundidas no Exército Francês para regularizar as unidades.

## Libertação da França
A libertação da França continental começou no Dia D, 6 de junho de 1944, com a invasão da Normandia, o ataque anfíbio que visava estabelecer uma cabeça de ponte para as forças da Operação Overlord. A princípio dificultados pela forte resistência alemã e pelo terreno bocage da Normandia, os Aliados romperam a Normandia em Avranches de 25 a 31 de julho de 1944. Combinada com os desembarques da Operação Dragão na Provença, em 14 de agosto de 1944, a ameaça de ser apanhado num movimento de pinça levou a uma retirada alemã muito rápida e, em setembro de 1944, a maior parte da França tinha sido libertada.

### Desembarques na Normandia e na Provença

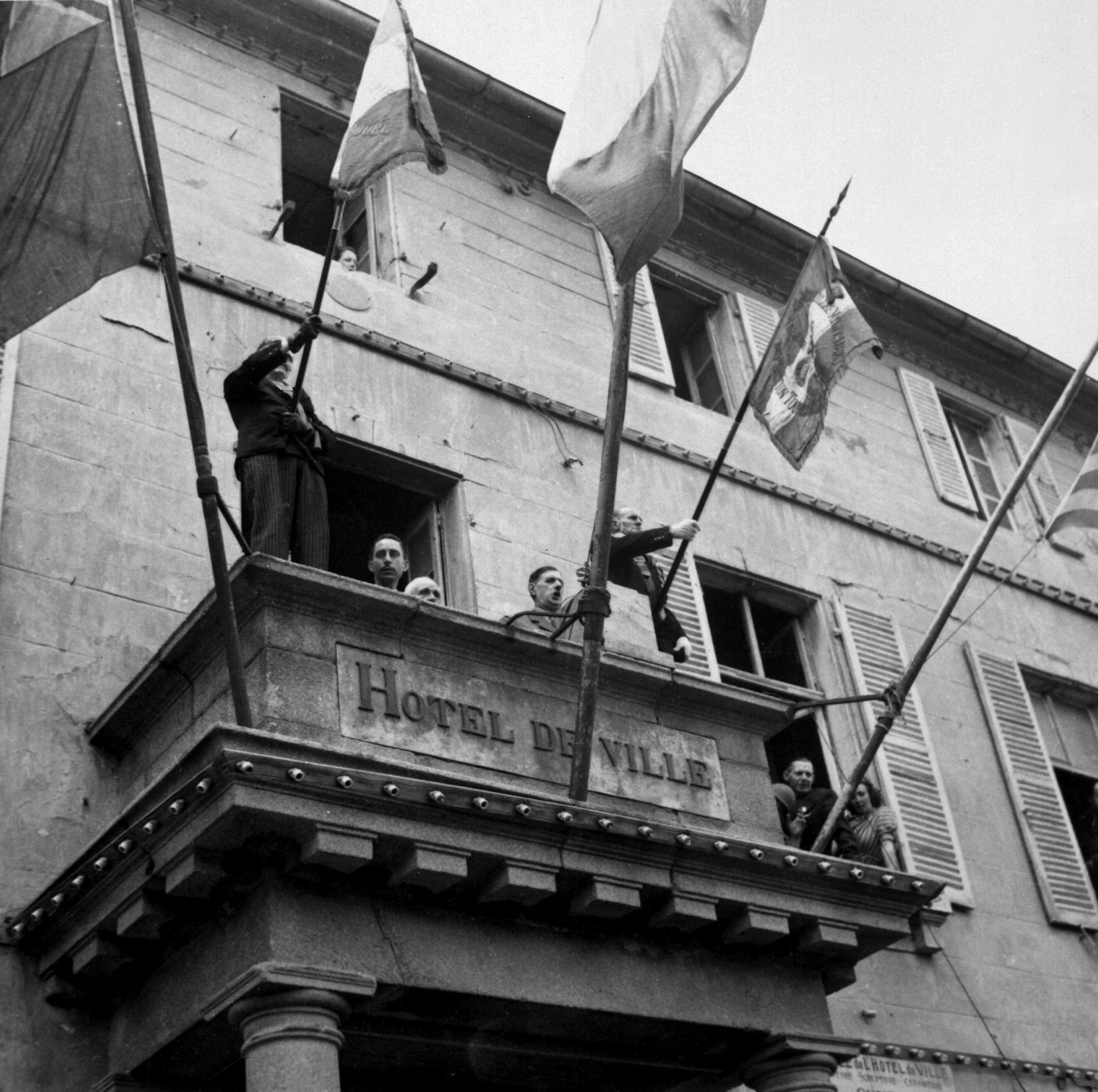
Charles de Gaulle fala como presidente do governo interino à população de Cherbourg na varanda da prefeitura em 20 de agosto de 1944.

A abertura de uma "Segunda Frente" era uma prioridade máxima para os Aliados, e especialmente para os soviéticos, para aliviar o seu fardo na Frente Oriental. Embora a Itália tivesse sido eliminada da guerra na campanha italiana em Setembro de 1943, o terreno facilmente defensável da estreita península exigia apenas um número relativamente limitado de tropas alemãs para proteger e ocupar o seu novo estado fantoche no norte de Itália. No entanto, como o ataque a Dieppe demonstrou, atacar a Muralha do Atlântico não era uma tarefa a ser tomada de ânimo leve. Exigiu extensos preparativos, como a construção de portos artificiais ( Operação Mulberry) e um gasoduto submarino através do Canal da Mancha (Operação Plutão), o bombardeio intensivo de ferrovias e da logística alemã na França (o Plano de Transporte) e o amplo engano militar como a criação de exércitos fictícios inteiros como a FUSAG (Operação Guarda-Costas) para fazer os alemães acreditarem que a invasão ocorreria onde o Canal da Mancha era mais estreito.
Na época da invasão da Normandia, as forças da França Livre somavam cerca de 500 000 homens. 900 paraquedistas franceses livres desembarcaram como parte da Brigada SAS do Serviço Aéreo Especial Britânico (SAS); a 2ª Divisão Blindée (2ª Divisão Blindada ou 2ª DB) - sob o comando do General Leclerc - desembarcou na Praia de Utah, na Normandia, em 1º de agosto de 1944, junto com outras forças francesas livres subsequentes, e eventualmente liderou o avanço em direção a Paris.

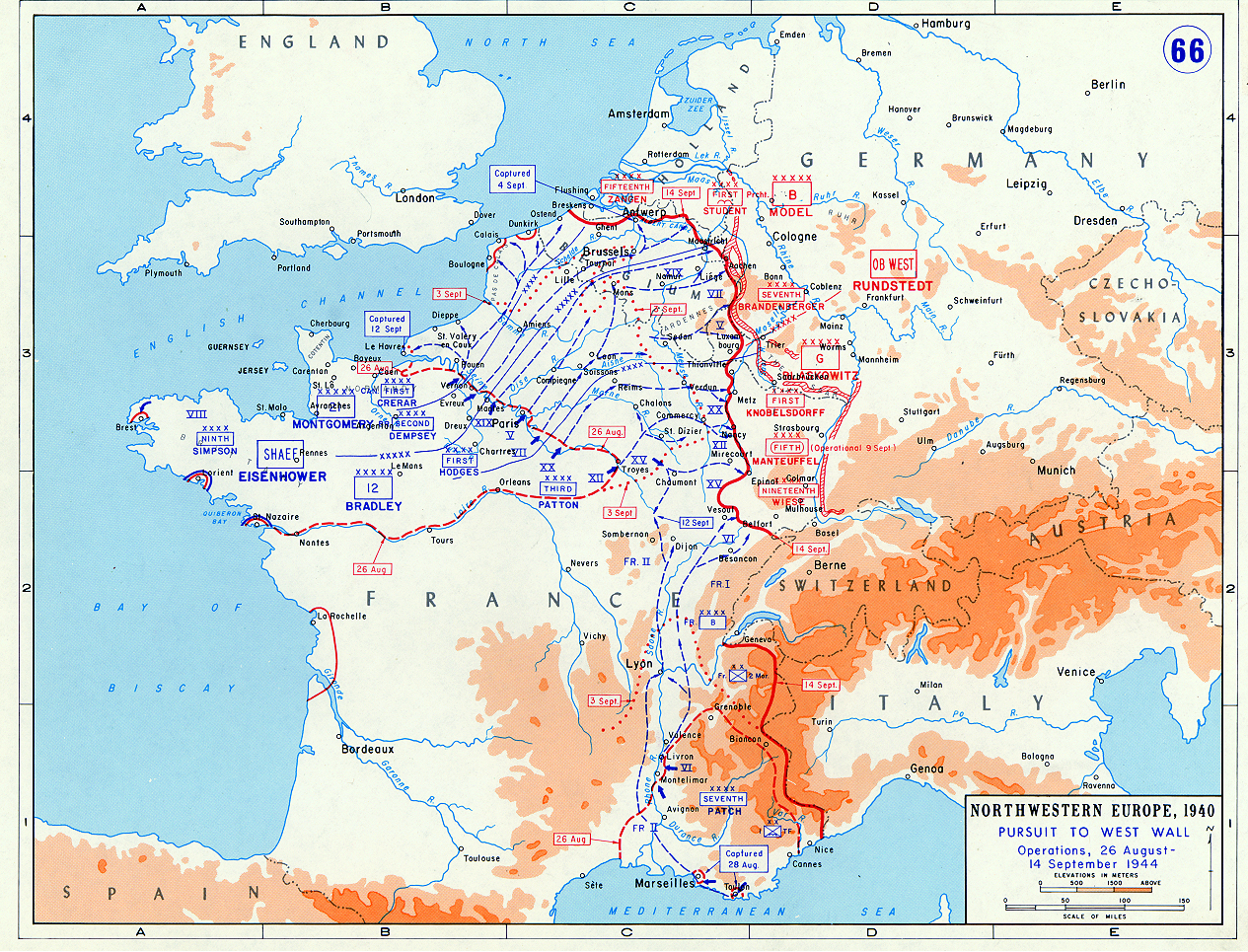
A Frente Ocidental em 1944.

Na batalha por Caen, combates acirrados levaram à destruição quase total da cidade e paralisaram os Aliados. Eles tiveram mais sucesso no setor ocidental da frente americana, onde, após o avanço da Operação Cobra no final de julho, capturaram 50 000 alemães no bolsão de Falaise.
A invasão foi precedida por semanas de intensa atividade de resistência. Coordenados com os bombardeamentos massivos do Plano de Transportes e apoiados pela SOE e pelo OSS, os guerrilheiros sabotaram sistematicamente linhas ferroviárias, destruíram pontes, cortaram linhas de abastecimento alemãs e forneceram informações gerais às forças aliadas. O assédio constante afetou as tropas alemãs. Grandes áreas remotas eram zonas proibidas para eles e zonas livres para os maquisards, assim chamadas em homenagem ao matagal maquis que fornecia o terreno ideal para a guerra de guerrilha. Por exemplo, um grande número de unidades alemãs foram obrigadas a limpar o maquis du Vercors, o que acabaram por conseguir, mas esta e inúmeras outras ações atrás das linhas alemãs contribuíram para um avanço muito mais rápido após os desembarques na Provença do que a liderança aliada tinha previsto.
A parte principal do Corpo Expedicionário Francês na Itália que lutava lá foi retirada da frente italiana e adicionada ao Primeiro Exército Francês - sob o comando do General Jean de Lattre de Tassigny - e juntou-se ao 7º Exército dos EUA para formar o 6º Grupo de Exército dos EUA. Essa foi a força que conduziu a Operação Dragão (também conhecida como Operação Anvil), a invasão aliada do sul da França. O objetivo do 2º Corpo francês era capturar os portos de Toulon (o maior porto naval da França) e Marselha (o maior porto comercial da França), a fim de garantir uma linha de abastecimento vital para as tropas que chegavam. A maior parte das tropas alemãs ali eram de segunda linha, consistindo principalmente de unidades estáticas e de ocupação com um grande número de voluntários Osttruppen, e com uma única divisão blindada, a 11.ª Divisão Panzer. Os Aliados sofreram apenas baixas relativamente leves durante o ataque anfíbio, e logo estavam em uma perseguição total a um exército alemão em plena retirada ao longo do vale do Ródano e da Rota Napoleão. Em 12 dias, as forças francesas conseguiram proteger ambos os portos, destruindo duas divisões alemãs no processo. Então, em 12 de setembro, as forças francesas conseguiram se conectar ao Terceiro Exército do General George Patton. Toulon e Marselha logo forneceram suprimentos não apenas para o 6º Grupo de Exércitos, mas também para o 12º Grupo de Exércitos do General Omar Bradley, que incluía o Exército de Patton. Por sua vez, as tropas do Primeiro Exército Francês de de Lattre foram as primeiras tropas aliadas a chegar ao Reno.
Enquanto no flanco direito o exército de libertação francês cobria a Alsácia-Lorena (e a frente alpina contra a Itália ocupada pelos alemães), o centro era composto pelas forças dos EUA no sul (12.º Grupo de Exércitos) e pelas forças britânicas e da Commonwealth no norte. (21º Grupo de Exércitos). No flanco esquerdo, as forças canadenses limparam a costa do Canal da Mancha, tomando Antuérpia em 4 de setembro de 1944.

## Libertação de Paris
Após a fracassada conspiração de 20 de julho contra ele, Hitler deu ordens para que Paris fosse destruída caso caísse nas mãos dos Aliados, à semelhança da planeada destruição de Varsóvia.
Ciente desta e de outras considerações estratégicas, o General Dwight D. Eisenhower planeava contornar a cidade. Neste momento, os parisienses iniciaram uma greve geral em 15 de agosto de 1944, que se transformou em uma revolta em grande escala da FFI alguns dias depois. Enquanto as forças aliadas esperavam perto de Paris, de Gaulle e o seu governo da França Livre colocaram o general Eisenhower sob pressão. De Gaulle ficou furioso com o atraso e não estava disposto a permitir que o povo de Paris fosse massacrado como tinha acontecido na capital polaca de Varsóvia durante a revolta de Varsóvia. De Gaulle ordenou ao General Leclerc que atacasse sozinho, sem a ajuda das forças aliadas. Eventualmente, Eisenhower concordou em destacar a 4ª Divisão de Infantaria dos EUA em apoio ao ataque francês.

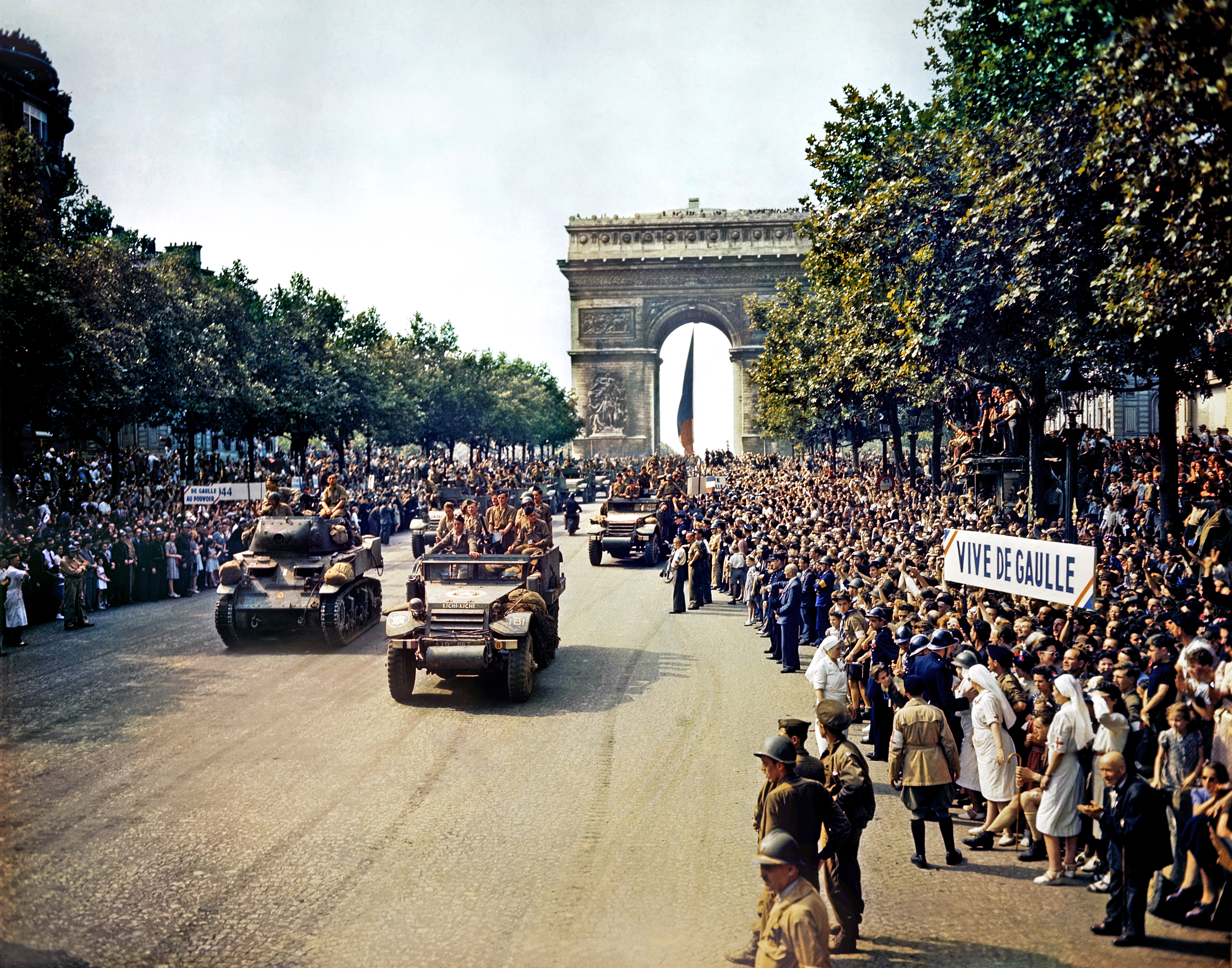
2ª Divisão Blindada de Leclerc (2e DB) desfilando pela Champs Elysées em 26 de agosto de 1944, um dia após a Libertação de Paris.

O Alto Comando Aliado (SHEF) solicitou que a força Francesa Livre em questão fosse totalmente branca, se possível, mas isto foi muito difícil devido ao grande número de negros da África Ocidental nas suas fileiras.  O General Leclerc enviou um pequeno grupo avançado para entrar em Paris, com a mensagem de que o 2e DB (composto por 10 500 franceses, 3 600 magrebis e cerca de 350 espanhóis  na 9ª companhia do 3º Batalhão do Régiment de Marche du Tchad composto principalmente por exilados republicanos espanhóis) estaria lá no dia seguinte. Este grupo foi comandado pelo capitão Raymond Dronne e teve a honra de ser a primeira unidade aliada a entrar em Paris à frente da 2e Division Blindée. Os Comandos do 1er Bataillon de Fusiliers-Marins formados pelos Fusiliers-Marins da Marinha Francesa Livre que desembarcaram na Praia de Sword também estavam entre as primeiras forças da França Livre a entrar em Paris.
O governador militar da cidade, Dietrich von Choltitz, rendeu-se em 25 de agosto, ignorando as ordens de Hitler para destruir a cidade e lutar até o último homem. Multidões exultantes saudaram a Libertação de Paris. As forças francesas e de Gaulle conduziram um desfile agora icônico pela cidade.

## República provisória e a guerra contra a Alemanha e o Japão

### Restabelecimento de uma República Francesa provisória e seu governo (GPRF)
O Governo Provisório da República Francesa (Gouvernement provisoire de la République Française ou GPRF) foi oficialmente criado pela CNFL e sucedeu-lhe em 3 de junho de 1944, um dia antes de de Gaulle chegar a Londres vindo de Argel a convite de Churchill, e três dias antes do Dia D. A sua criação marcou o restabelecimento da França como república e o fim oficial da França Livre. Entre as suas preocupações mais imediatas estava garantir que a França não ficasse sob administração militar aliada, preservando a soberania da França e libertando as tropas aliadas para lutar na frente.
Após a libertação de Paris em 25 de agosto de 1944, voltou para a capital, estabelecendo um novo governo de "unanimidade nacional" em 9 de setembro de 1944, incluindo gaullistas, nacionalistas, socialistas, comunistas e anarquistas, e unindo a Resistência politicamente dividida. Entre os seus objectivos de política externa estava garantir uma zona de ocupação francesa na Alemanha e um assento permanente no Conselho de Segurança da ONU. Isto foi assegurado através de uma grande contribuição militar na Frente Ocidental.
Vários supostos leais a Vichy envolvidos na Milice (uma milícia paramilitar) - que foi estabelecida pelo Sturmbannführer Joseph Darnand, que perseguiu a Resistência com a Gestapo - foram feitos prisioneiros em um expurgo pós-libertação conhecido como Épuration légale (expurgo ou limpeza legal). Alguns foram executados sem julgamento, em "limpezas selvagens" (épuration sauvage). Mulheres acusadas de “colaboração horizontal” devido a alegadas relações sexuais com alemães durante a ocupação foram presas e tiveram as cabeças rapadas, foram expostas publicamente e algumas foram autorizadas a serem atacadas por turbas.
Em 17 de agosto, Pierre Laval foi levado para Belfort pelos alemães. Em 20 de agosto, sob escolta militar alemã, Pétain foi transferido à força para Belfort, e em 7 de setembro para o enclave de Sigmaringen, no sul da Alemanha, onde 1 000 de seus seguidores (incluindo Louis-Ferdinand Céline) se juntaram a ele. Lá estabeleceram um governo no exílio, desafiando a legitimidade do GPRF de de Gaulle . Como sinal de protesto pela sua mudança forçada, Pétain recusou-se a tomar posse, e acabou sendo substituído por Fernand de Brinon. O exílio do regime de Vichy terminou quando as forças da França Livre chegaram à cidade e capturaram os seus membros em 22 de abril de 1945, mesmo dia em que a 3ª Divisão de Infantaria Argelina tomou Estugarda. Laval, primeiro-ministro de Vichy em 1942-1944, foi executado por traição. Pétain, "Chefe do Estado Francês" e herói de Verdun, também foi condenado à morte, mas a sua pena foi comutada para prisão perpétua.
Como governo da França durante a guerra em 1944-1945, seus principais objetivos eram lidar com as consequências da ocupação da França e continuar a travar a guerra contra a Alemanha como um importante aliado. Também fez várias reformas e decisões políticas importantes, como conceder às mulheres o direito de voto, fundar a École nationale d'administration, e lançando as bases da segurança social na França, e durou até ao estabelecimento da Quarta República em 14 de Outubro de 1946, preparando a sua nova constituição.

## Campanhas na França e na Alemanha 1944-1945

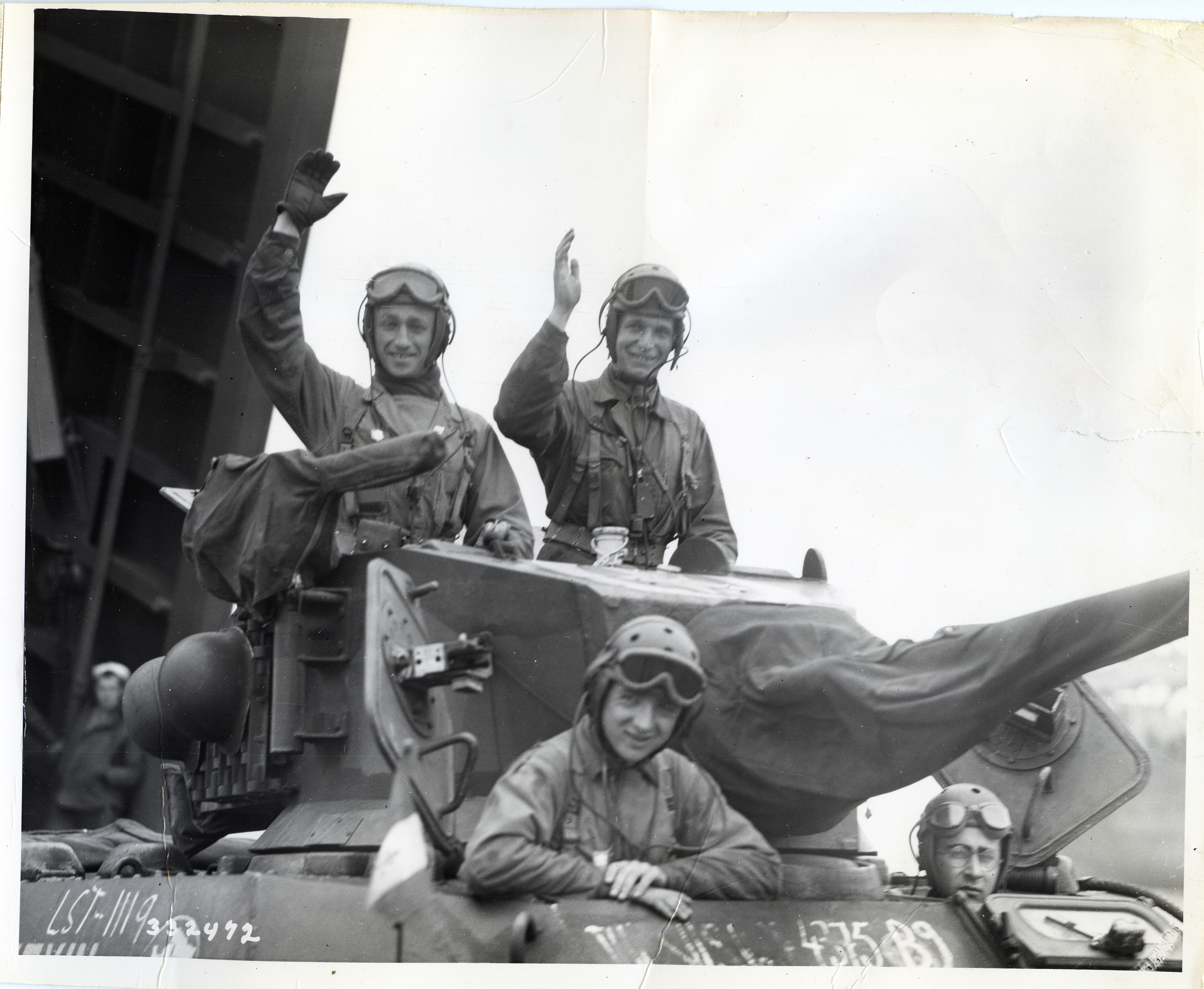
Petroleiros franceses da 2ª Divisão Blindada Francesa em agosto de 1944.

Em Setembro de 1944, as forças da França Livre eram de 560 000 homens (incluindo 176 500 franceses brancos do Norte de África, 63 000 franceses metropolitanos, 233 000 magrebinos e 80 000 da África Negra). A GPRF começou a recrutar novas tropas para participar no avanço para o Reno e na invasão da Alemanha, usando a FFI como quadros militares e reservas de mão-de-obra de combatentes experientes para permitir uma expansão muito grande e rápida do Exército de Libertação Francês. Estava bem equipado e bem abastecido, apesar da perturbação económica trazida pela ocupação graças ao Lend-Lease, e o seu número aumentou para 1 milhão no final do ano. As forças francesas estavam lutando na Alsácia-Lorena, nos Alpes, e sitiando as fortemente fortificadas bases submarinas da costa atlântica francesa que permaneceram como "fortalezas" mandatadas por Hitler em portos ao longo da costa atlântica, como La Rochelle e Saint-Nazaire, até a capitulação alemã. em maio de 1945.
Também em setembro de 1944, tendo os Aliados ultrapassado a sua cauda logística (o "Red Ball Express"), a frente estabilizou-se ao longo das fronteiras norte e leste da Bélgica e na Lorena. A partir de então, moveu-se a um ritmo mais lento, primeiro para a Linha Siegfried e depois, nos primeiros meses de 1945, para o Reno em incrementos. Por exemplo, o Iº Corpo de exército tomou Belfort Gap numa ofensiva de golpe de estado em Novembro de 1944, e os seus oponentes alemães acreditaram que se tinham entrincheirado para o Inverno.

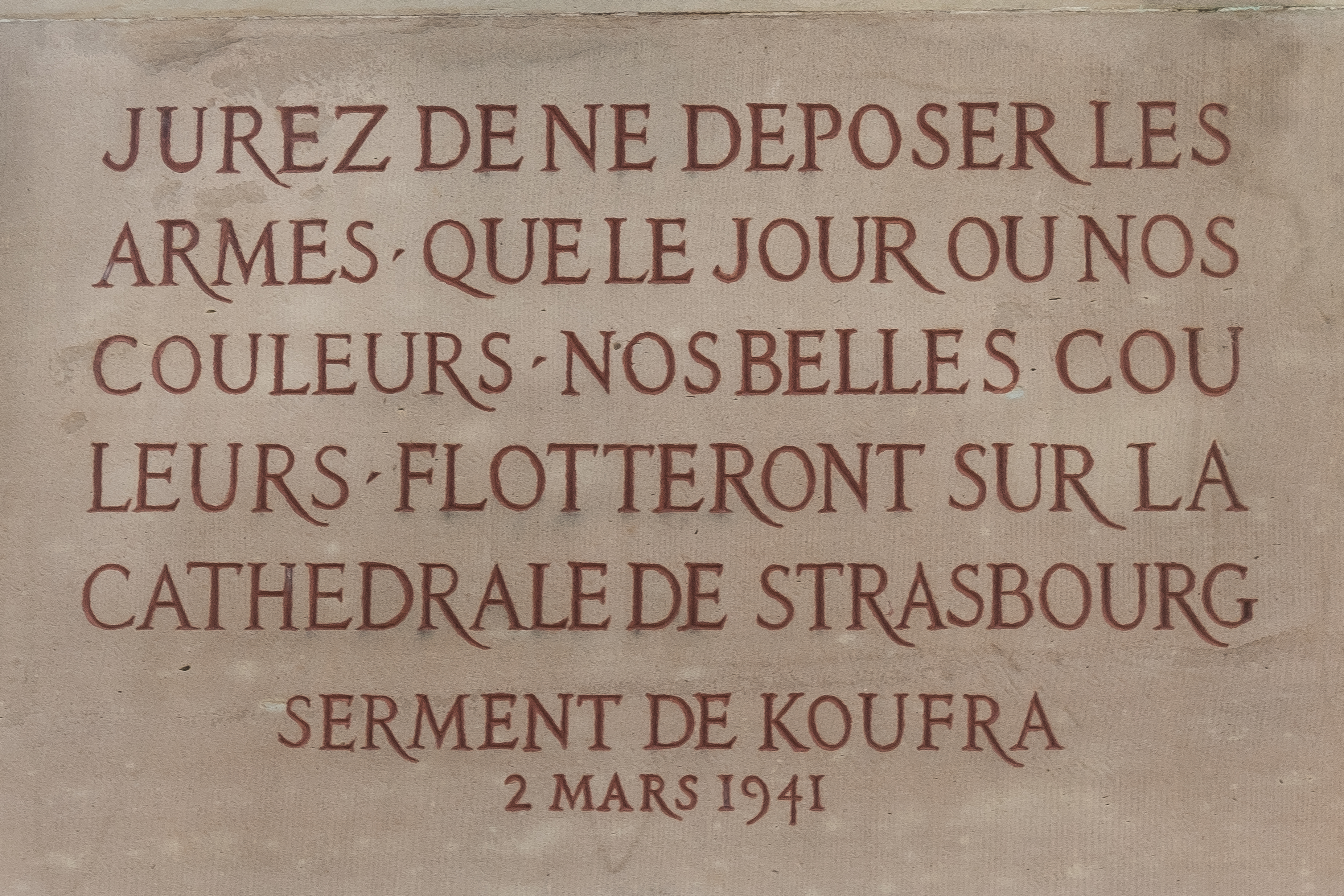
Uma placa comemorativa do Juramento de Kufra perto da catedral de Estrasburgo.

A 2ª Divisão Blindada Francesa, ponta de lança das forças da França Livre que participaram na Campanha da Normandia e libertaram Paris, libertou Estrasburgo em 23 de novembro de 1944, cumprindo assim o Juramento de Kufra feito pelo seu comandante General Leclerc quase quatro anos antes. A unidade sob seu comando, pouco acima do tamanho da companhia quando capturou o forte italiano, havia se tornado uma divisão blindada com força total.
A ponta de lança do Primeiro Exército Francês Livre que desembarcou na Provença foi o I Corpo. A sua unidade líder, a 1ª Divisão Blindada Francesa, foi a primeira unidade Aliada Ocidental a alcançar o Ródano (25 de agosto de 1944), o Reno (19 de novembro de 1944) e o Danúbio (21 de abril de 1945). Em 22 de abril de 1945, capturou Sigmaringen em Baden-Württemberg, onde os últimos exilados do regime de Vichy, incluindo o marechal Pétain, foram hospedados pelos alemães num dos castelos ancestrais da Dinastia Hohenzollern.
Eles participaram da interrupção da Operação Nordwind, a última grande ofensiva alemã na frente ocidental em janeiro de 1945, e do colapso do Bolsão de Colmar em janeiro-fevereiro de 1945, capturando e destruindo a maior parte do XIX Exército alemão. As operações do Primeiro Exército em abril de 1945 cercaram e capturaram o XVIII Corpo SS alemão na Floresta Negra e limparam e ocuparam o sudoeste da Alemanha. No final da guerra, o lema do Primeiro Exército Francês era Rhin et Danube, referindo-se aos dois grandes rios alemães que alcançou e atravessou durante as suas operações de combate.
Em maio de 1945, no final da guerra na Europa, as forças da França Livre compreendiam 1 300 000 efetivos e incluíam cerca de quarenta divisões, tornando-se o quarto maior exército Aliado na Europa, atrás da União Soviética, dos EUA e da Grã-Bretanha. O GPRF enviou uma força expedicionária ao Pacífico para retomar a Indochina Francesa dos japoneses, mas o Japão se rendeu e o Việt Minh aproveitou a bem-sucedida Revolução de Agosto antes que pudessem chegar ao teatro.
Naquela época, o general Alphonse Juin era o chefe do Estado-Maior do exército francês, mas foi o general François Sevez quem representou a França em Reims em 7 de maio, enquanto o general Jean de Lattre de Tassigny liderou a delegação francesa em Berlim no dia V, como ele era o comandante do Primeiro Exército Francês. Na Conferência de Ialta, a Alemanha tinha sido dividida em zonas de ocupação soviética, americana e britânica, mas a França recebeu então uma zona de ocupação na Alemanha, bem como na Áustria e na cidade de Berlim. Não foi apenas o papel que a França desempenhou na guerra que foi reconhecido, mas a sua importante posição estratégica e significado na Guerra Fria como uma importante nação democrática e capitalista da Europa Ocidental, ao conter a influência do comunismo no continente.
Aproximadamente 58 000 homens foram mortos lutando nas forças da França Livre entre 1940 e 1945.

## Vitória na Segunda Guerra Mundial

Zonas de ocupação aliadas na Alemanha em 1946 após anexações territoriais no Leste.

Um ponto de forte desacordo entre de Gaulle e os Três Grandes (Roosevelt, Stalin e Churchill), foi que o Presidente do Governo Provisório da República Francesa (GPRF), estabelecido em 3 de Junho de 1944, não foi reconhecido como o representante legítimo de França. Embora de Gaulle tenha sido reconhecido como o líder da França Livre pelo primeiro-ministro britânico Winston Churchill em 28 de Junho de 1940, a sua presidência da GPRF não resultou de eleições democráticas. No entanto, dois meses após a libertação de Paris e um mês após o novo "governo de unanimidade", os Três Grandes reconheceram o GPRF em 23 de outubro de 1944.
No seu discurso de libertação de Paris, de Gaulle argumentou: "Não será suficiente que, com a ajuda dos nossos queridos e admiráveis Aliados, tenhamos nos livrado dele [os alemães] da nossa casa para ficarmos satisfeitos depois do que aconteceu. Queremos entrar no seu território como deve ser, como vencedores", mostrando claramente a sua ambição de que a França seja considerada um dos vencedores da Segunda Guerra Mundial, tal como os Três Grandes. Esta perspectiva não foi partilhada pelos Aliados ocidentais, como foi demonstrado no Primeiro Ato do Instrumento de Rendição Alemão.  As zonas de ocupação francesa na Alemanha e em Berlim Ocidental consolidaram esta ambição.

## Legado

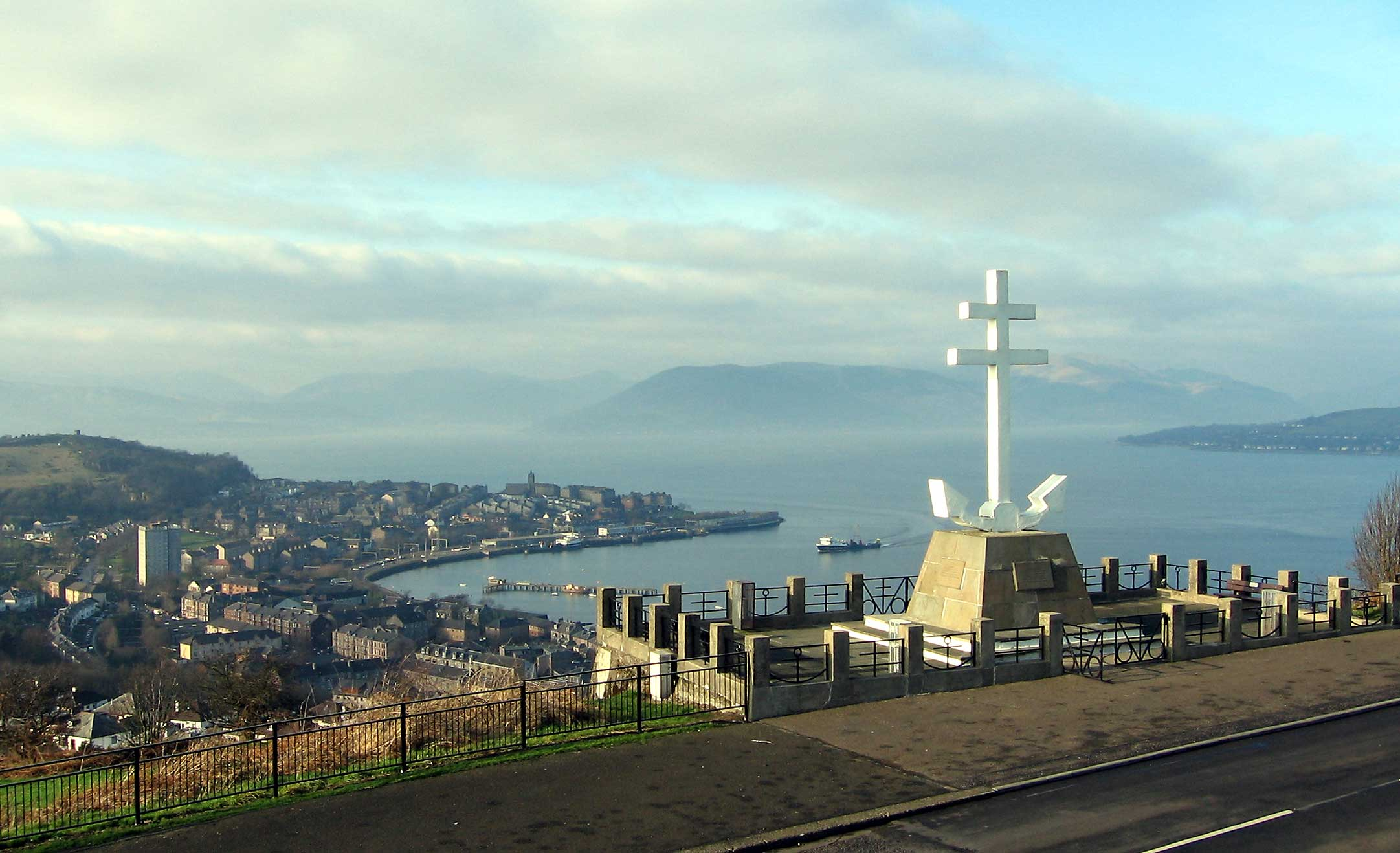
O memorial da França Livre em Lyle Hill, Greenock, tem vista para Gourock, Escócia.

O Memorial da França Livre em Lyle Hill em Greenock, no oeste da Escócia, no formato da Cruz de Lorena combinada com uma âncora, foi erguido por assinatura como um memorial aos marinheiros dos navios das Forças Navais da França Livre que navegavam do Estuário de Clyde para participar na Batalha do Atlântico.
O memorial também está associado, localmente, à memória do Contratorpedeiro francês Maillé Brézé (1931) que afundou na Tail of the Bank.
Até hoje, o Apelo do General de Gaulle de 18 de junho de 1940 continua a ser um dos discursos mais famosos da história francesa.

### Trabalhos citados
- Crémieux-Brilhac, Jean-Louis (1996). La France libre (em francês). Paris: Gallimard. ISBN 2-0707-3032-8
- Gordon,  Bertram M. Historical Dictionary of World War II France: The Occupation, Vichy, and the Resistance, 1938-1946  (1998)
- Holland, James. Normandy '44: D-Day and the Epic 77-Day Battle for France  (2019) 720pp
- Jackson, Julian (2001). France: The Dark Years, 1940–1944. [S.l.]: Oxford University Press. ISBN 978-0-1982-0706-1. OCLC 1179786074
- Mollo, Andrew (1981). The Armed Forces of World War II. Crown. ISBN 0-5175-4478-4ISBN 0-5175-4478-4.
- Munholland, Kim (2007) [1970]. Arms, Men and Governments: The War Policies of Canada, 1939–1945. [S.l.]: Queens Printer for Canada
- Muracciole, Jean-François (1996). Histoire de la France libre. Col: Que sais-je (em francês). Paris: Presses universitaires de France. ISBN 978-2-1304-7520-0
- Muracciole, Jean-François (2009). Les Français libres. Col: Histoires D'aujourd'hui (em francês). Paris: Tallandier. ISBN 978-2-8473-4596-4
- Stacey, C.P. (2007) [2005]. Rock of Contention: Free French and Americans at War in New Caledonia, 1940–1945. [S.l.]: Berghahn Books. ISBN 978-1-8454-5300-8
- Taylor, A. J. P. The Second World War – an Illustrated History, Hamish Hamilton, London, 1975.